# A Gyilkos elmék epizódjainak listája (1–7. évad)
Az itt látható epizódlista a Gyilkos elmék című amerikai televíziós sorozat első 7 évadjának epizódjait tartalmazza. A 8. évadtól az ismertetést A Gyilkos elmék epizódjainak listája (8. évadtól) szócikk tartalmazza.
A Gyilkos elmék című sorozat 2005. szeptember 22-én indult a CBS csatornán az Amerikai Egyesült Államokban. 2019 januárjában a csatorna bejelentette, hogy a sorozat a 15. évad után végleg befejeződik. Magyarországon az AXN vetítette 2006 és 2020 között.

## Évados áttekintés
| Évad | Évad | Részek száma | Eredeti sugárzás     | Eredeti sugárzás   | Eredeti adó          | Magyar sugárzás      | Magyar sugárzás   | Magyar adó |
| Évad | Évad | Részek száma | Évadbemutató         | Évadzáró           | Eredeti adó          | Évadbemutató         | Évadzáró          | Magyar adó |
| ---- | ---- | ------------ | -------------------- | ------------------ | -------------------- | -------------------- | ----------------- | ---------- |
|      | 1    | 22           | 2005. szeptember 22. | 2006. május 10.    |                      | 2006. augusztus 23.  | 2007. január 31.  |            |
|      | 2    | 23           | 2006. szeptember 20. | 2007. május 16.    | 2007. július 6.      | 2007. december 7.    |                   |            |
|      | 3    | 20           | 2007. szeptember 26. | 2008. május 21.    | 2008. szeptember 26. | 2009. március 6.     |                   |            |
|      | 4    | 26           | 2008. szeptember 24. | 2009. május 20.    | 2009. április 1.     | 2009. szeptember 23. |                   |            |
|      | 5    | 23           | 2009. szeptember 23. | 2010. május 26.    | 2010. április 7.     | 2010. augusztus 18.  |                   |            |
|      | 6    | 24           | 2010. szeptember 22. | 2011. május 18.    | 2011. április 11     | 2011. szeptember 14. |                   |            |
|      | 7    | 24           | 2011. szeptember 21. | 2012. május 16.    | 2012. április 18.    | 2012. szeptember 19. |                   |            |
|      | 8    | 24           | 2012. szeptember 26. | 2013. május 22.    | 2013. május 1.       | 2013. október 9.     |                   |            |
|      | 9    | 24           | 2013. szeptember 25. | 2014. május 14.    | 2014. április 9.     | 2014. szeptember 17. |                   |            |
|      | 10   | 23           | 2014. október 1.     | 2015. május 6.     | 2015. április 1.     | 2015. augusztus 12.  |                   |            |
|      | 11   | 22           | 2015. szeptember 30. | 2016. május 4.     | 2016. április 4.     | 2016. augusztus 15.  |                   |            |
|      | 12   | 22           | 2016. szeptember 28. | 2017. május 10.    | 2017. április 4.     | 2017. augusztus 22.  |                   |            |
|      | 13   | 22           | 2017. szeptember 27. | 2018. április 18.  | 2018. május 20.      | 2018. július 29.     |                   |            |
|      | 14   | 15           | 2018. október 3.     | 2019. február 6.   | 2019. április 27.    | 2019. június 15.     |                   |            |
|      | 15   | 10           | 2020. január 8.      | 2020. február 19.  | 2020. március 21.    | 2020. október 3.     |                   |            |
|      | 16   | 10           | 2022. november 24.   | 2023. február 9.   |                      | 2023. március 15.    | 2023. március 15. |            |
|      | 17   | 10           | 2024. június 6.      | 2024. augusztus 1. | 2024. június 14.     | 2024. augusztus 2.   |                   |            |
|      | 18   | 10           | 2025. május 8.       | 2025. július 10.   | 2025. május 29.      | 2025. július 11.     |                   |            |

## 1. évad (2005-2006)
| Sor. | Év. | Cím                                              | Rendező              | Író                            | Premier                                  | Nézettség    |
| --- | --- | ------------------------------------------------ | -------------------- | ------------------------------ | ---------------------------------------- | ------------ |
| 1. | 1.  | Két lábon járó veszedelem (Extreme Aggressor)    | Richard Shepard      | Jeff Davis                     | 2005. szeptember 22. 2006. augusztus 23. | 19,57 millió |
| Már a negyedik nő tűnik el Seattleben nyom nélkül az elmúlt négy hónap leforgása alatt, ezért az FBI a speciális csoport segítségét kéri. Gideon, aki egy balul elsült bostoni ügy után hat hónapig távol volt, ismét csatlakozik a nyomozókhoz. A sorozatgyilkos utáni hajszában Hotch megpróbálja kideríteni, hogy Gideon tényleg készen áll-e az embert próbáló feladatra… |     |                                                  |                      |                                |                                          |              |
| 2. | 2.  | A gyújtogató (Compulsion)                        | Charles Haid         | Jeff Davis                     | 2005. szeptember 28. 2006. augusztus 30. | 10,57 millió |
| Az ügynökök a főiskolai tűzesetekben nyomoznak. A bizonyítékok nagy része a lángok martalékává válik, így nagyon kevés a kiindulási alap. Gideonék a gyújtogató pszichéjét próbálják analizálni, s hamarosan rájönnek, hogy egy kíméletlen profival van dolguk. A tűzesetek számos áldozatot követelnek, a keresés pedig felforrósodik, amikor a profi gyújtogatók körében kezdik el keresni a tettest. |     |                                                  |                      |                                |                                          |              |
| 3. | 3.  | Nagy durranás (Won't Get Fooled Again)           | Kevin Bray           | Aaron Zelman                   | 2005. október 5. 2006. szeptember 6.     | 11,98 millió |
| Gideon gyanúja szerint egy bűnöző bombatámadást tervez egy kisváros ellen. Az elkövető nem más, mint esküdt ellensége, Adrian Bale egyik tanítványa. A csapat azok körében kutat, akik másolják Bale támadásait. Bale évekkel ezelőtt Bostonban megpróbálta megölni Gideont és akkori csoportját. Gideonnak találkoznia kell ellenségével, hogy fontos információkhoz juthasson a tanítványáról. |     |                                                  |                      |                                |                                          |              |
| 4. | 4.  | Fényes nappal láthatatlanul (Plain Sight)        | Matt Earl Beesley    | Edward Allen Bernero           | 2005. október 12. 2006. szeptember 13.   | 13,76 millió |
| A magatartáskutató részleg egy nemi erőszakot elkövető sorozatgyilkos után nyomoz. San Diegó-ba utaznak, hogy pontosabb képet kapjanak az áldozataira napközben lecsapó bűnözőről. Annak ellenére, hogy fényes nappal támad, a hatóságok képtelenek akár csak egyetlen szemtanút is találni… |     |                                                  |                      |                                |                                          |              |
| 5. | 5.  | Ikrek veszélyben (Broken Mirror)                 | Guy Norman Bee       | Judith McCreary                | 2005. október 19. 2006. szeptember 20.   | 12,79 millió |
| Elrabolják a kerületi ügyész lányát. A nyomozás kideríti, hogy az emberrablót nem az esetleges váltságdíj érdekli, hanem az elrabolt lány ikertestvére. Most már csak arra kellene rájönniük, hogyan menthetik meg az elrabolt lányt anélkül, hogy ikertestvérét se sodorják veszélybe. Ám úgy tűnik, az emberrabló mindig egy lépéssel a nyomozók előtt jár…. |     |                                                  |                      |                                |                                          |              |
| 6. | 6.  | Gyávák előnye (L.D.S.K.)                         | Ernest Dickerson     | Andrew Wilder                  | 2005. november 2. 2006. szeptember 27.   | 16,22 millió |
| Ritka esettel találja szemben magát az FBI profilozó részlege. Egy ismeretlen tettes parkban sétáló embereket veszi célba, és találomra távcsöves puskájával súlyosan megsebesíti őket. A csoport szinte tehetetlen, hiszen az elkövetőnek látszólag nincs indítéka, ráadásul a szétrobbanó lőszer miatt a fegyvere is azonosíthatatlan. Gideon ügynök azonban a helyszínekből rájön, hogy a gyilkos jóval többet árult el magáról, mint az szerette volna… |     |                                                  |                      |                                |                                          |              |
| 7. | 7.  | Az utolsó vacsora (The Fox)                      | Guy Norman Bee       | Simon Mirren                   | 2005. november 9. 2006. október 4.       | 15,09 millió |
| A magatartáskutató egység egy sorozatgyilkos után nyomoz, aki családokat ejt túszul, mielőtt vakációzni indulnának. Az egység összerakja a sorozatgyilkos profilját, aki túszul ejti a családokat, és mintegy apa-szerepben velük él, ameddig mindenki úgy tudja, vakáción tartózkodnak. Amikor egy újabb család válik áldozattá, Hotchnernek és csapatának gyorsan kell cselekednie, és megtenni a szükséges lépéseket, hogy lezárhassák az ügyet. |     |                                                  |                      |                                |                                          |              |
| 8. | 8.  | A beépített ember (Natural Born Killer)          | Peter Ellis          | Erica Messer & Debra J. Fisher | 2005. november 16. 2006. október 11.     | 14,36 millió |
| Az FBI maffiába beépült titkosügynöke lebukik, ezért azonnali kimentését kéri. Az FBI azonban elkésik, az ügynök pedig nyomtalanul eltűnik. Gideon és csoportja épp egy brutális családi gyilkosság elkövetőjének személyiségét kutatja, s mivel egy szemtanú látta a beépült ügynököt a helyszínről távozni, a gyanú ráterelődik. Hamarosan azonban a két csoport kénytelen a nyomozásban szövetséget kötni, a gyilkosról ugyanis kiderül, hogy már több mint száz embert kínzott halálra, s ugyanez a sors vár a magára maradt ügynökre is….                                                                                       |     |                                                  |                      |                                |                                          |              |
| 9. | 9.  | A legfelső hatalom (Derailed)                    | Félix Alcalá         | Jeff Davis                     | 2005. november 23. 2006. október 18.     | 12,83 millió |
| Elle kereszttűzbe kerül, amikor ő és néhány másik utas túszul esik a vonaton. A paranoid szkizofrén túszejtő hallucinációi komoly veszélyt jelentenek a túszok biztonságára nézve, ezért Hotchnernek és Gideonnak bele kell csatlakoznia a férfi álomképeibe. Végül beküldik Dr. Reidet, aki megpróbálja meggyőzni a férfit, hogy egyetért a világnézetével, annak érdekében, hogy biztonságosan kimenekíthessék Elle-t és a többi áldozatot a vonatról. |     |                                                  |                      |                                |                                          |              |
| 10. | 10. | Az Ördög arca (The Popular Kids)                 | Andy Wolk            | Edward Allen Bernero           | 2005. november 30. 2006. október 25.     | 15,56 millió |
| Gideon és Hotchner egy kisvárosi szekta után nyomoznak, amely két középiskolás diák meggyilkolásával gyanúsítható. A helyszíni bizonyítékok alapján, az FBI szakemberei arra a következtetésre jutnak, hogy mégsem egy szektatag felelős a fiatalok haláláért. A város összes lakója segít a nyomozásban, nem is sejtve, hogy az FBI biztos abban, hogy közöttük van a tettes… |     |                                                  |                      |                                |                                          |              |
| 11. | 11. | Kannibalizmus (Blood Hungry)                     | Charles Haid         | Ed Napier                      | 2005. december 14. 2006. november 8.     | 15,23 millió |
| Gideon és Hotchner megpróbál leleplezni egy gyilkost, akit hallucinációi emberöléshez vezetnek. A gyilkosságok szervezetlenek és kiszámíthatatlanok, ami megnehezíti a csapat munkáját az apró részletek összeillesztésében. Ám amikor Gideon leleplez több egyező bizonyítékot a különböző helyszínekről, rátalál a kulcsra, amelynek segítségével megfejthetik a gyilkos lelkét. |     |                                                  |                      |                                |                                          |              |
| 12. | 12. | Védtelen áldozat (What Fresh Hell?)              | Adam Davidson        | Judith McCreary                | 2006. január 11. 2006. november 15.      | 15,92 millió |
| Gideon, Hotchner és csapatuk egy fiatal lány elrablásának ügyében nyomoznak, akit egy látszólag biztonságos, környékbeli játszótéren ejtettek foglyul. Amikor a kislányt fényes nappal elrabolják a játszótérről, az FBI emberei kezdetben azt gyanítják, hogy a lány apja a felelős a cselekményért. Ám később, amikor az apa hiteles alibivel áll elő, a csapat figyelme a szomszédságra terelődik. Indítékok után kutatnak, vajon kinek állhat érdekében elrabolni a kislányt… |     |                                                  |                      |                                |                                          |              |
| 13. | 13. | Gyilkos méreg (Poison)                           | Thomas J. Wright     | Aaron Zelman                   | 2006. január 18. 2006. november 22.      | 14,65 millió |
| Az FBI nyomozói egy tömeges mérgezés ügyében folytatnak nyomozást egy kisvárosban, hogy rájöjjenek, mi a közös az áldozatokban. Miután kiderül, hogy a gyanúsított LSD-t használt, hogy megmérgezze a lakókat, a csapatnak ki kell derítenie, milyen típusú merénylővel van dolguk. Amikor összerakják a képet, megbizonyosodnak róla, hogy a gyilkos újra le fog csapni, és meg kell állítaniuk, mielőtt újabb áldozatokat szedne. |     |                                                  |                      |                                |                                          |              |
| 14. | 14. | Csalóka látszat (Riding The Lightning)           | Chris Long           | Simon Mirren                   | 2006. január 25. 2006. november 29.      | 14,10 millió |
| Gideon, Hotchner és csapatuk kihallgat egy sorozatgyilkos házaspárt, akik kivégzésükre várnak a siralomházban. A kihallgatás előrehaladtával Gideon megsejti, hogy a feleség valószínűleg ártatlan. A csoport elhatározza, bebizonyítja, hogy az asszony is a férj egyik áldozata, és nem a tettestársa. Ebben az ügyben azonban valóban minden perc számít… |     |                                                  |                      |                                |                                          |              |
| 15. | 15. | Fenyegetés a múltból (Unfinished Business)       | J. Miller Tobin      | Erica Messer & Debra J. Fisher | 2006. március 1. 2006. december 6.       | 11,72 millió |
| Gideon, Hotchner és csapatuk megpróbál elkapni egy sorozatgyilkost, aki 20 évnyi hallgatás után ismét felbukkant. A férfi kapcsolatba lép a viselkedéskutató részleggel, és bejelenti, hogy meg fog ölni valakit öt napon belül. Amikor a csapat akcióba lendül, Gideon segítségül hív egy korábbi munkatársat, aki régen dolgozott a férfi ügyén. |     |                                                  |                      |                                |                                          |              |
| 16. | 16. | Szellemek földje (The Tribe)                     | Matt Earl Beesley    | Andrew Wilder                  | 2006. március 8. 2006. december 13.      | 15,27 millió |
| Gideon, Hotchner és csapatuk egy tömeggyilkosság ügyében nyomoznak, melyben öt egyetemistát öltek meg egy üres házban. A csapat úgy sejti, hogy a bűncselekményért egy szekta a felelős. Kihallgatják a közelben található indián rezervátum lakóit csakúgy, mint a környékbeli közösség polgárait, hogy leleplezzék a tetteseket. Időközben Hotchner jóképű öccse meglepi őt a viselkedéskutató részleg főhadiszállásán. |     |                                                  |                      |                                |                                          |              |
| 17. | 17. | Igazságosztó (A Real Rain)                       | Gloria Muzio         | Chris Mundy                    | 2006. március 22. 2006. december 20.     | 13,03 millió |
| Gideon, Hotchner és csapatuk sorozatos gyilkosságok ügyében nyomoznak. Kezdetben a gyilkosságok Manhattan különböző pontjain történnek, de a New York-i rendőrség attól fél, hogy a sorozatgyilkos a gyalázatos „Sam Fiát” másolja. Amikor a viselkedéskutató részleget beveszik a nyomozásba, felfedezik a kapcsot az áldozatok között, ami elvezeti őket a megoldáshoz: a gyilkos bosszút áll azokon a bűnözőkön, akiket az igazságszolgáltatás elengedett. |     |                                                  |                      |                                |                                          |              |
| 18. | 18. | Végzetes kötődés (Somebody's Watching)           | Paul Shapiro         | Ed Napier                      | 2006. március 29. 2007. január 3.        | 12,54 millió |
| Gideon és Dr. Reid egy hollywoodi fiatal sztárjelölt ügyében nyomoznak, akinek az egyik rajongója kedvence érdekében sorozatgyilkossá válik. Néhány szereplőválogatás után a fiatal színésznő környezetében hullani kezdenek az emberek. Gideon és Dr. Reid a viselkedéskutató részleg többi emberét is segítségül hívja az ügyhöz. A csapat lenyomozza, hogyan vált a rajongó gyilkossá, s hamarosan rájönnek, hogy Dr. Reid halálos veszélybe sodorta magát. |     |                                                  |                      |                                |                                          |              |
| 19. | 19. | A mexikói ügy (Machismo)                         | Guy Norman Bee       | Aaron Zelman                   | 2006. április 12. 2007. január 10.       | 11,76 millió |
| Gideon, Hotchner és csapatuk Mexikóba tart, hogy segítsenek egy sorozatgyilkos utáni nyomozásban. A viselkedéskutató részleg kezdetben a helyi szervek ellenállásába ütközik, akiknek helyi módszerei nagyon eltérőek a csapatéhoz képest. Ám amikor a gyilkos újabb áldozatot követel, a két csapat összefog, hogy ne csaphasson le újra… |     |                                                  |                      |                                |                                          |              |
| 20. | 20. | Kaméleon (Charm and Harm)                        | Félix Alcalá         | Erica Messer & Debra J. Fisher | 2006. április 19. 2007. január 17.       | 13,53 millió |
| Egy "gyilkoló-művész" kényszeríti Gideont, Hotchnert és csapatukat egy dél felé tartó őrült üldözésre. A sorozatgyilkos szinte kaméleonként változtatja a külsejét, így kijátssza a hatóságokat és folytatja a gyilkolást. A viselkedéskutató részleg feladata, hogy az álarc mögé lásson, és kialakítsa a gyilkos valódi profilját, annak érdekében, hogy megtalálják, mielőtt újabb áldozat jelezné az útját. |     |                                                  |                      |                                |                                          |              |
| 21. | 21. | Kettős ügynök (Secrets and Lies)                 | Matt Earl Beesley    | Simon Mirren                   | 2006. május 3. 2007. január 24.          | 12,17 millió |
| A viselkedéskutató részleg az egyik legnehezebb kihívásával szembesül, amikor le kell leplezniük egy a CIA-n belül tevékenykedő kettős ügynököt. A CIA saját kezelésébe veszi a részleget, amikor Gideont és a csapatot behívják a kém profiljának feltérképezéséhez. Az ügynök bizalmas információkat szivárogtat ki a CIA-tól, amellyel számos alkalmazott életét teszi kockára. A nyomozás alatt CIA birtokba veszi a részleg összes irodáját és számítógépét, hogy elkerüljék a további információ-veszteséget... |     |                                                  |                      |                                |                                          |              |
| 22. | 22. | Kirakós játék, 1. rész (The Fisher King, Part 1) | Edward Allen Bernero | Edward Allen Bernero           | 2006. május 10. 2007. január 31.         | 12,67 millió |
| A csapat J.J. és Garcia kivételével jól megérdemelt két hetes szabadságát tölti. Morgan és Elle egy jamaicai üdülőközpontba, Reid a családjához utazik a szanatóriumban, Gideon a hegyekbe készül, Hotch pedig garázstakarítással tölti el az idejét. Az üdülőközpontban azonban brutális gyilkosság történik, és a gyanúsított Elle, akit Morgan próbál kihúzni a pácból. A gyilkos azonban nem éri be ennyivel, a csoport minden egyes tagjának küld egy részletet, amelyek megfejtésre várnak. Az áldozat mellé "Mentsétek meg őt" feliratot írt fel vérrel a gyilkos. A feladat megfejteni, ki az az Ő és mitől kell megmenteni? |     |                                                  |                      |                                |                                          |              |

## 2. évad (2006-2007)
| Sor. | Év. | Cím                                                                                | Rendező               | Író                            | Premier                                 | Nézettség    |
| --- | --- | ---------------------------------------------------------------------------------- | --------------------- | ------------------------------ | --------------------------------------- | ------------ |
| 23. | 1.  | Kirakós játék, 2. rész (The Fisher King, Part 2)                                   | Gloria Muzio          | Edward Allen Bernero           | 2006. szeptember 20. 2007. július 6.    | 15,65 millió |
| Gideon ügynök vezetésével folytatódik az eltűnt Rebecca utáni nyomozás. A zavarodott elkövető Reid édesanyja révén minden belső információt megszerez a csapatról. Ennek birtokában egy furcsa szerepjátékba akarja belekényszeríteni az ügynököket. Amikor ők ebbe nem akarnak belemenni az emberrabló merényletet követ el Greenaway ellen. |     |                                                                                    |                       |                                |                                         |              |
| 24. | 2.  | P911 (P911)                                                                        | Adam Davidson         | Simon Mirren                   | 2006. szeptember 27. 2007. július 13.   | 16,54 millió |
| Az eltűnt gyerekek után kutató csoport ügynöke egy internetes beszélgetés során egy kisfiú felvételeire bukkan, akit fogvatartója el akar árverezni pedofil hajlamú embereknek. A gyermeket egyéves korában rabolták el szüleitől, azóta tart szörnyű kálváriája. A nyomozásba Gideonék csapata is bekapcsolódik, hogy még az árverés lejárta előtt megtalálják a gyermeket. |     |                                                                                    |                       |                                |                                         |              |
| 25. | 3.  | A tökéletes vihar (The Perfect Storm)                                              | Félix Alcalá          | Debra J. Fisher & Erica Messer | 2006. október 4. 2007. július 20.       | 15,19 millió |
| Jacksonville, Florida. Egy család csomagot kap. A csomagban egy DVD található, amin a lányukat kínozzák. Az FBI megkezdi a nyomozást. A videó alapján több elkövetőre gyanakszanak, akik szadista hajlamúak. Nemsokára a videón látott lány holttestére bukkannak. Kiderül, hogy ez a hetedik áldozat három év alatt. Az elrabolt nőkről minden esetben DVD-t küldenek a szülőknek, majd mindegyik áldozatot megfojtva találják meg, megalázó helyzetben. Közben újabb lány tűnik el, s újabb DVD érkezik. A rendőrök két férfit gyanúsítanak... |     |                                                                                    |                       |                                |                                         |              |
| 26. | 4.  | Psychodráma (Psychodrama)                                                          | Guy Norman Bee        | Aaron Zelman                   | 2006. október 11. 2007. július 27.      | 16,73 millió |
| Los Angelesben bankrablásokat követ el egy maszkos férfi. A csapat odarepül hogy segítsen felderíteni az ügyet. Az elkövető levetkőzteti a túszokat, a ruhákat a széfbe zárja, és elviszi a pénzt. A szemtanúk egy motoros férfit láttak menekülni. Az újabb rablásnál a tettest már nem a pénz érdekli, a célja inkább a szégyen és a megaláztatás. Szexuálisan manipulálja a túszokat, közösülésre késztet párat, és a többiekkel végignézeti. Aki ellenáll megöli. A következő támadást már egy étterem ellen intézi, célja a minél nagyobb közönség. Dr. Spencer Reid rájön, hogy ez a psychodráma nevű egyfajta psychoterápiára hasonlít, ahol színészek helyettesítik a páciens életének szereplőit. A 90-es években egy közeli börtönben zajlottak hasonló kísérletek. A kör leszűkül egy olyan elítéltre, aki Los Angelesben élt, és ebben a börtönben ült. A fickó megrögzött metamphetamin függő. Tetteit rossz anyai nevelésének hatására követi el. Így akar visszavágni az anyjának. Utolsó elkövetésénél egy parkban kapják el, ahol sikerül megmenteni egy kisfiú életét. |     |                                                                                    |                       |                                |                                         |              |
| 27. | 5.  | A sokk után (The Aftermath)                                                        | Tim Matheson          | Chris Mundy                    | 2006. október 18. 2007. augusztus 3.    | 16,20 millió |
| Dayton, Ohio. Sorozatos nemi erőszakok történnek. Egy férfi elkövető megerőszakolt 5 nőt, egy teológiai Főiskolán. Minden tette után üzenetet hagy az áldozat rögzítőjén. Mindent tud az áldozatairól, ismeri a szokásaikat. A nőket a szerelmeinek tekinti, célja hogy teherbe ejtse őket. A nyomozás egy meddőségi klinikán kezdődik, ahonnan a szálak egy elemarketinges céghez vezetnek, ahol a betegek adatait összesítik. Innen informálódik a tettes is. Greenaway nyomozót kínálják fel csalinak, de ő elrontja az akciót, így a fickót nem tarthatják bennt. Miután az ügyvédje kihozza a tettest, Greenaway nyomozó megvárja a lakásánál, és lelövi a férfit. |     |                                                                                    |                       |                                |                                         |              |
| 28. | 6.  | A mumus (The Boogeyman)                                                            | Steve Boyum           | Andi Bushell                   | 2006. október 25. 2007. augusztus 10.   | 16,77 millió |
| Ozona, kis lélekszámú város Texasban. Agyonvert gyereket talál a helyi vadász az erdőben. Rövid idő alatt ez a második hasonló eset. A csapat Texasba repül, hogy felderítse a helyzetet. Közben a harmadik áldozatot is megtalálják. A gyanú először az erdőben lakó misztikus öregemberre terelődik, aki a helyi legenda szerint kisértetházban él, az ablakból figyeli a gyerekeket, majd elkapja őket. A ház átvizsgálásakor a kertben az öreg holttestére bukkannak, aki természetes halált halt. A házban ujjnyomokat találnak a kiszállított ételdobozokon. A gyanú ekkorra a helyi nevelési tanácsadóra terelődik, akinek az ujjlenyomatai a dobozon voltak. A kihallgatása nem hoz eredményt. Házának átkutatásakor a nyomozók erős antiallergén gyógyszereket találnak... |     |                                                                                    |                       |                                |                                         |              |
| 29. | 7.  | Észak Mammon (North Mammon)                                                        | Matt Earl Beesley     | Andrew Wilder                  | 2006. november 1. 2007. augusztus 17.   | 16,97 millió |
| Egy kétségbeesett anya kéri a profilozók segítségét. Középiskolás lánya és két barátnője nyomtalanul eltűnnek, a rendőrség azonban nem indít vizsgálatot, mivel szerintük a lányok csak csavarognak. Hamarosan kiderül, hogy a három lányt elrabolták, és a tettest személyes bosszú vezérli. Senki sem tudja, hogy a lányok milyen szörnyű választás előtt állnak: nekik kell kiválasztaniuk, hogy ki haljon meg... |     |                                                                                    |                       |                                |                                         |              |
| 30. | 8.  | Üres bolygó (Empty Planet)                                                         | Elodie Keene          | Ed Napier                      | 2006. november 8. 2007. augusztus 24.   | 17,57 millió |
| A csapat Seattle-be utazik, ahol telefonos fenyegetés érkezik sorozatos robbantásokról. A technológia ellenes merénylő követelése irreális: Állítsák le az összes automata gépsort a gyárakban egy héten belül. Az egységnek az a feladata, hogy kiderítse magányos merénylővel van dolguk, vagy valóban egy szervezettel, ahogy a telefonhívások sejtetik; valamint hogy mi, vagy ki a valódi célpont. |     |                                                                                    |                       |                                |                                         |              |
| 31. | 9.  | Az utolsó szó (The Last Word)                                                      | Gloria Muzio          | Debra J. Fisher & Erica Messer | 2006. november 15. 2007. augusztus 31.  | 16,48 millió |
| Két sorozatgyilkos tartja rettegésben a virginiai várost. Az Üregember nevű éjjel szedi áldozatait a lezüllött negyedekben, míg a másik világos nappal, jól szituált családanyákra specializálta magát. A profilozók rájönnek, hogy a két gyilkos verseng és a legolvasottabb újság apróhirdetésében társalog egymással... |     |                                                                                    |                       |                                |                                         |              |
| 32. | 10. | A leckét megtanultuk (Lessons Learned)                                             | Guy Norman Bee        | Jim Clemente                   | 2006. november 22. 2007. szeptember 7.  | 16,56 millió |
| Virginiában a kábítószer csoport megrohamoz egy droglabort, de drog helyett egy vegyi bombát találnak. Hotch és csapata rájön, hogy egy belföldi iszlám terroristacsoport támadásra készül. A merénylők annyi anthraxhoz jutottak, hogy akár 250 millió ember életét is kiolthatják. Egyetlen esélyük, ha szóra tudják bírni a sejt irányítóját, akit a CIA tart fogva Guantánamóban. Gideonra vár a feladat, hogy a fanatikus terroristából kiszedje az életmentő információkat... |     |                                                                                    |                       |                                |                                         |              |
| 33. | 11. | Gyilkos születik (Sex, Birth, Death)                                               |                       | Chris Mundy                    | 2006. november 29. 2007. szeptember 14. | 17,92 millió |
| Reedet egy fiatal gimnazista állítja meg az egyik egyetemi előadása után, és a prostituáltak elleni gyilkosságokról faggatja. Reed csak későn jön rá, hogy egy lehetséges sorozatgyilkossal beszélt, aki fiatal kora ellenére talán már ölt is. Azonnal utána néznek a környéken eltűnt örömlányoknak, és hamarosan rá is bukkannak a legújabb áldozatra... |     |                                                                                    |                       |                                |                                         |              |
| 34. | 12. | A hóhért akasztják (Profiler, Profiled)                                            | Gwyneth Horder-Payton | Edward Allen Bernero           | 2006. december 13. 2007. szeptember 21. | 16,06 millió |
| Morgan hazautazik a szülővárosába. A pihenés helyett azonban szörnyű felismerés várja. Az egykori gyermekgyilkosságok, hosszú évek után újra ismétlődnek. Ráadásul a helyi seriff Gideon ügynök korábbi profilja alapján Morgant vádolja a gyilkosságokkal, és le is tartóztatja. A csoport értesül a hírről, és azonnal a helyszínre utazik, ahol megdöbbenve szembesülnek kollégájuk múltjával... |     |                                                                                    |                       |                                |                                         |              |
| 35. | 13. | Nincs kiút (No Way Out)                                                            | Glenn Kershaw         | Simon Mirren                   | 2007. január 17. 2007. szeptember 28.   | 12,99 millió |
| Több mint száz emberrel végzett az a sorozatgyilkos, aki után az FBI különleges csoportja, a profilozók nyomoznak. Váratlan fordulat áll be a nyomozásba, amikor a gyilkos első gyilkossági kísérletének helyszínén felbukkan és újabb bűntényt követ el. Gideon és a többiek rájönnek, hogy a pszichopata elkövető szörnyű cselekedeteit mi motiválja, ám a hajdani, és egyetlen túlélőt, úgy tűnik, nem tudják megmenteni... |     |                                                                                    |                       |                                |                                         |              |
| 36. | 14. | Isteni küldetés (The Big Game)                                                     | Gloria Muzio          | Edward Allen Bernero           | 2007. február 4. 2007. október 5.       | 26,31 millió |
| Minden eddiginél különösebb eset megoldása vár a profilozókra. A tettes Isten arkangyala, Rafael nevében követ el rituális gyilkosságokat, amiket a világhálóra is feltesz elrettentésül. Milliók töltik le a felvételeket abban a hiszemben, hogy egy horrorfilm előzetesét látják. A bajt csak fokozza, hogy J.J. és Reed is a gyilkos csapdájába esik... |     |                                                                                    |                       |                                |                                         |              |
| 37. | 15. | Jelenések (Revelations)                                                            | Guy Norman Bee        | Chris Mundy                    | 2007. február 7. 2007. október 12.      | 16,27 millió |
| Reedet egy pszichopata, meghasonlott személyiségű gyilkos kínozza a világháló nézőinek szeme láttára. Gideon arra kéri beosztottját, tartson ki, és zsenialitásával próbáljon túljárni fogva tartója eszén. Ez azért különösen nehéz, mert a speciális drog hatására Reed személyisége is kezd széthullani... |     |                                                                                    |                       |                                |                                         |              |
| 38. | 16. | Félelem és gyűlölet (Fear and Loathing)                                            | Guy Norman Bee        | Aaron Zelman                   | 2007. február 14. 2007. október 19.     | 15,16 millió |
| Speciális környezetből választ áldozatokat magának az a gyilkos, aki középiskolás diáklányokra vadászik. Az áldozatok kivétel nélkül afroamerikai lányok, templomi kórusba járnak énekelni, kitűnő tanulók, és feltűnően szépek. A város tiszteletese politikai kérdést próbál faragni az ügyből rasszizmusra hivatkozva, a profilozók azonban hamar rájönnek, hogy a gyilkos indítéka korántsem a gyűlölet, hisz maga is afroamerikai... |     |                                                                                    |                       |                                |                                         |              |
| 39. | 17. | Háborús övezet (Distress)                                                          | John F. Showalter     | Oanh Ly                        | 2007. február 21. 2007. október 26.     | 13,70 millió |
| Sorozatos gyilkosságok történnek több építkezés helyszínén, ám az áldozatok között nincs kapocs. A profilozók hamar felállítják a karaktert, miután rábukkannak egy eltűnt férfira, egy háborús veteránra. A férfi tudathasadást szenvedett, s ennek következtében újra a harcmezőn érzi magát, ahol azonnal támad, ha veszélyt érez... |     |                                                                                    |                       |                                |                                         |              |
| 40. | 18. | Jones (Jones)                                                                      | Steve Shill           | Andi Bushell                   | 2007. február 28. 2007. november 2.     | 14,50 millió |
| New Orleans, francia negyed. Sorozatgyikos szedi az áldozatait. A gyilkos mindig levelet küld a nyomozás vezetőjének, aki áldozatul esik a Katrina hurrikánnak. Az ügyet a fia veszi át. Halálakor az apja a falba karcol egy szót: Jones.Újabb gyilkosság történik Texasban. A csapatot hívják segítségül. Garcia rájön a tettes a hasfelmetsző módszerét utánozza. A profil alapján női elkövetőre gyanakszanak. A következő áldozat karján egy szórakozóhely pecsétje van. Kiderül a helyet régen Jones-nak hívták... |     |                                                                                    |                       |                                |                                         |              |
| 41. | 19. | Hamu és por (Ashes and Dust)                                                       | John Gallagher        | Andrew Wilder                  | 2007. március 21. 2007. november 9.     | 15,19 millió |
| San Franciscóban kegyetlen sorozatgyújtogató szedi áldozatait. Gideonéknak azonban nagyon kevés eszközük van a profil felállításához, ugyanis olybá tűnik, hogy ez az elkövető precedenst teremt. A tettes felső-középosztálybeli családok otthonait veszi célba, akikre rájuk gyújtja a házat, miközben azok alszanak. A csapat megállapítja, hogy az áldozatok olyan vállalatfejlesztési cégeken keresztül állnak kapcsolatban egymással, amelyeket azzal vádoltak, hogy szennyezett földre építenek, ami a tettes lehetséges indítéka lehet. |     |                                                                                    |                       |                                |                                         |              |
| 42. | 20. | Becsület tolvajok közt (Honor Among Thieves)                                       | Jesús Treviño         | Aaron Zelman                   | 2007. április 11. 2007. november 16.    | 12,80 millió |
| Elrabolnak egy orosz bevándorlót, és az életéért váltságdíjat követelnek. Mialatt az FBI az elrabolt férfit próbálja megtalálni, az emberrablók, nagyobb nyomatékot adva követeléseiknek, elküldenek egy levágott testrészt az áldozat családjának. Az idő szorít, ám a profilozóknak köszönhetően, hamarosan rájönnek, hogy a nyomok az orosz alvilágba vezetnek. |     |                                                                                    |                       |                                |                                         |              |
| 43. | 21. | Vadászidény (Open Season)                                                          | Félix Alcalá          | Debra J. Fisher & Erica Messer | 2007. május 2. 2007. november 23.       | 13,28 millió |
| Egy elmebeteg testvérpár bajba jutott fiatalokra vadászik az idahói nemzeti parkban. A lépre csalt áldozatokat a hatalmas park legvadabb és legelhagyatottabb területén szabadon engedik, hogy aztán nyílpuskával, több napos hajsza után lelőjék. A profilozók több mint tíz hasonló esetet találnak és biztosak abban, hogy a turistaszezon beindulásával még több áldozatra számíthatnak. Gyanújuk beigazolódik, hamarosan egy egész turacsoport kerül véletlenül a gyilkosok útjába... |     |                                                                                    |                       |                                |                                         |              |
| 44. | 22. | Hagyaték (Legacy)                                                                  | Glenn Kershaw         | Edward Allen Bernero           | 2007. május 9. 2007. november 30.       | 12,92 millió |
| Egy jelentéktelen helyi nyomozó keresi fel a profilozókat, és azt állítja, hogy a körzetéből néhány hónap alatt eltűnt 63 hajléktalan és prostituált. Hotchner a helyszínre érkezve tudja meg, hogy a nyomozó felettese egy szavát sem hiszi a beosztottjának, és eddig semmilyen intézkedést nem rendelt el. A tettestől érkezett levél azonban új fordulatot hoz, s hamarosan rábukkannak az egyetlen nyomra, amely a nyomozó szörnyű gyanúját igazolja... |     |                                                                                    |                       |                                |                                         |              |
| 45. | 23. | Nincs kiút, 2. rész: Frank fejlődése (No Way Out, Part II: The Evilution of Frank) | Edward Allen Bernero  | Simon Mirren                   | 2007. május 16. 2007. december 7.       | 13,21 millió |
| Gideon egy gyilkosság gyanusítottjává válik, miután ősellensége, a körmönfont, visszaeső sorozatgyilkos megöli a viselkedéselemzők vezetőjének barátnőjét. Gideon a gyilkos (Frank) után ered, de hajtóvadászatról nem értesíti csapatát. Az egység ezúttal Gideont elemzi, hogy megtalálhassák őt és Franket is. |     |                                                                                    |                       |                                |                                         |              |

## 3. évad (2007-2008)
| Sor. | Év. | Cím                                               | Rendező               | Író                            | Premier                                   | Nézettség    |
| --- | --- | ------------------------------------------------- | --------------------- | ------------------------------ | ----------------------------------------- | ------------ |
| 46. | 1.  | Kétely (Doubt)                                    | Gloria Muzio          | Chris Mundy                    | 2007. szeptember 26. 2008. szeptember 26. | 12,66 millió |
| Gideon barátnője halála után súlyos lelkiismereti válságba kerül. A zaklatott nyomozó munkába temetkezve próbálja meg elfeledni a borzalmakat. Első bevetésük a keleti partra szólítja őket, ahol egy egyetemi campuson sorozatgyilkos szedi áldozatait. Négy nap alatt már a harmadik, barna diáklány hal meg, amikor végre sikerül megalkotniuk a gyilkos profilját. Ez alapján gyorsan beazonosítanak és letartóztatnak egy biztonsági őrt, aki minden tekintetben megfelel a beazonosított képnek. Ám nem sokkal később újabb, hasonló körülmények között elkövetett gyilkosság történik. |     |                                                   |                       |                                |                                           |              |
| 47. | 2.  | Apák bűnei (In Name and Blood)                    | Edward Allen Bernero  | Chris Mundy                    | 2007. október 3. 2008. október 3.         | 14,56 millió |
| Hotch kényszerpihenőjét tölti, Prentiss távozni készül, miközben Gideonnak se híre se hamva a balul sikerült egyetemi ügy óta. Sokat azonban nem kesereghet a megfogyatkozott csapat, mert egy brutális sorozatgyilkos után kell nyomozniuk. Hotch és Gideon helyét most a részleg vezetője veszi át. A tettes fiatal édesanyákat rabol el fényes nappal és végez velük embertelen módon. Egy újabb eset vizsgálata során kiderül, hogy a tettes saját fia segítségével csalja kelepcébe áldozatait. A profilozók ezután a fiún keresztül igyekeznek eljutni a sorozatgyilkoshoz. |     |                                                   |                       |                                |                                           |              |
| 48. | 3.  | Halálra rémülve (Scared to Death)                 | Félix Alcalá          | Debra J. Fisher & Erica Messer | 2007. október 10. 2008. október 10.       | 14,55 millió |
| Egy bukott pszichiáter eszelős ámokfutásba kezd az Államok egyik keleti parti városában. A saját fóbiájával is harcoló férfi betegei félelmeit fordítja gyanútlan áldozatai felé és válogatott módszerekkel gyilkolja meg őket. Miután a rendőrség egy véletlen folytán rábukkan négy gondosan elrejtett áldozatára, Hotch és csapatának segítségét kérik. Reid ellátogat Gideon vidéki házába, ahol csak a megkeseredett férfi búcsúlevelét találja. |     |                                                   |                       |                                |                                           |              |
| 49. | 4.  | A sötétség gyermekei (Children of the Dark)       | Guy Norman Bee        | Dan Dworkin & Jay Beattie      | 2007. október 17. 2008. október 17.       | 15,03 millió |
| Denverben két fiatal családokat támad meg és foszt ki. Egy idő után azonban nem elégednek meg a zsákmánnyal, hanem meggyilkolják a családtagokat is. A profilozók dolga akkor válik könnyebbé, amikor egy rablásuk során az egyik családtag megmenekül. A lány személyleírást és némi jellemzést is tud adni az egyik elkövetőről, akit ez alapján rövidesen sikerül elkapni. Majd szintén ő segít az általa lebuktatott fiú szórabírásában, hogy kézre keríthessék sokkal agresszívabb és mindenre elszánt társát. |     |                                                   |                       |                                |                                           |              |
| 50. | 5.  | 7 másodperc (Seven Seconds)                       | John Gallagher        | Andi Bushell                   | 2007. október 24. 2008. október 24.       | 15,05 millió |
| Egy bevásárlóközpontban elrabolnak egy hatéves kislányt. A szülők és családtagjaik kétségbeesett keresésére sem találják meg a kislányt, ezért az FBI segítségét kérik. A kiérkező egységekkel együtt a profilozók is megjelennek a helyszínen, mert a közelmúltban több ilyen eset is történt. Lezárják az egész központot és a kislány keresésére indulnak a hozzátartozók alapos kikérdezésével és a családi viszonyok feltérképezésével kezdve. |     |                                                   |                       |                                |                                           |              |
| 51. | 6.  | Arctalanul (About Face)                           | Skipp Sudduth         | Charles Murray                 | 2007. október 31. 2008. október 31.       | 14,94 millió |
| Új kolléga kerül Gideon helyére a profilozók csapatába. David Rossi régi motoros a szakmában, aki évtizedeket töltött már a pályán mielőtt három éves szabadság után, és egy lezáratlan ügy megoldásától hajtva visszatér a munkához. Éppenhogy megismerkedik a csapattal, amikor különös gyilkossági esetekhez riasztják őket. Egy kertvárosban magányos nőket gyilkol egy titokzatos elkövető, aki egy-egy maszkot hagy a tett helyszínén. |     |                                                   |                       |                                |                                           |              |
| 52. | 7.  | Személyazonosság (Identity)                       | Gwyneth Horder-Payton | Oanh Ly                        | 2007. november 7. 2008. november 7.       | 14,65 millió |
| A profilozókat egy, fegyveres milíciáiról hirhedt államba hívják egy eltűnt nő esetéhez. Az ügy felgöngyölítését nagyban segíti egy milicista öngyilkossága, akinél a házkutatás során az emberrablásokkal kapcsolatos videókat találnak. A milicista farmján aztán megtalálják az áldozatot és további három nő holttestét. Ezzel azonban nem oldódott meg az ügy, mert ahogy az a felvételekről is kiderül, a férfi nem egyedül követte el rémtetteit. Lelkileg labilis segédje ugyanis, azonosulva domináns társa személyiségével, folytatja mestere ámokfutását. |     |                                                   |                       |                                |                                           |              |
| 53. | 8.  | Ördögi szerencse (Lucky)                          | Steve Boyum           | Andrew Wilder                  | 2007. november 14. 2008. november 14.     | 15,73 millió |
| Egy floridai elmegyógyintézetből az orvosok tiltakozása ellenére kénytelenek elbocsátani egy nagykorúvá váló, kannibalizmussal kezelt fiatalt. Évekkel később egy megcsonkított fiatal nő holttestére bukkannak egy mocsárban. Ahogy haladnak előre a gyilkos személyiségének összerakásával, úgy kerül elő egyre több áldozat holtteste is, amelyek vizsgálatából és a többi bizonyítékból rájönnek, hogy a tettes nem csak sorozatgyilkos, hanem emberevő is. |     |                                                   |                       |                                |                                           |              |
| 54. | 9.  | Penelope (Penelope)                               | Félix Alcalá          | Chris Mundy                    | 2007. november 21. 2008. november 21.     | 15,88 millió |
| Garciát titokzatos udvarlója a lakása előtt lelövi. A nő szerencsére túléli a merényletet, de az elkövető nem hagyja annyiban a dolgot és újra megpróbálkozik a gyilkossággal. Szerencséjére társai készenlétben állnak és elhárítják az újabb próbálkozást. Közben kiderül, hogy a merénylő egy rendőrtiszt, aki több gyilkossági ügybe is belekeveredett. Garcia pedig azért került a célkeresztbe, mert az általa ismert és a számítógépén tárolt adatok terhelőek lehetnek a rendőrre nézve. |     |                                                   |                       |                                |                                           |              |
| 55. | 10. | A sötét lovagja (True Night)                      | Edward Allen Bernero  | Edward Allen Bernero           | 2007. november 28. 2008. november 28.     | 16,23 millió |
| Los Angelesben néhány nap leforgása alatt majd féltucat emberrel végez egy ismeretlen kardos támadó. A tehetetlen helyi szervek Hotchék segítségét kérik, így a csapat rövidesen a film fővárosába repül. Mire odaérnek újabb brutális, immár kettős gyilkosság történik. Alighogy megismerkednek a helyszínnel és kezdik felépíteni a gyilkos profilját egy minden eddiginél brutálisabb, hat áldozatot maga után hagyó gyilkosságot követ el a titokzatos sorozatgyilkos. |     |                                                   |                       |                                |                                           |              |
| 56. | 11. | Született gyilkos (Birthright)                    | John Gallagher        | Debra J. Fisher & Erica Messer | 2007. december 12. 2009. december 5.      | 14,18 millió |
| Egy virginiai kisvárosban egymás után tűnnek el nyomtalanul a fiatal lányok. A helyi erők kezdetben azt hiszik, hogy idegenek állhatnak a gyilkosságok mögött, de mivel az áldozatok száma gyarapszik, ezért az irodához fordulnak segítségért. Rossi és Hotch hamar meggyőzik a helyieket, hogy az elkövetőt a város lakosai között kell keresni. A tettes módszere kísértetiesen hasonlít egy szintén a városban elkövetett régebbi sorozatgyilkosság esetére, csakhogy az akkori elkövető már rég halott. |     |                                                   |                       |                                |                                           |              |
| 57. | 12. | Új élet (3rd Life)                                | Anthony Hemingway     | Simon Mirren                   | 2008. január 8. 2009. január 9.           | 14,30 millió |
| Egy mozi elől ismeretlen tettesek elrabolnak két fiatal lányt. Egyikőjük holttestét hamarosan megtalálják a helyi rendőrök, akik Hotschék segítségét kérik az ügy megoldásához. Szerintük a másik lány még életben van, ezért megkezdik a lehetséges elkövetők feltérképezését. A helyzetet bonyolítja, hogy a lány és apja a szövetségi tanúvédelmi program védelme alatt áll. A férfi korábban a bostoni maffia végrehajtója volt, aki felesége halálakor kilépett és feldobta társait az FBI-nak. Most arra gyanakodnak, hogy egykori megbízói így akarják hallgatásra kényszeríteni a vád koronatanúját. |     |                                                   |                       |                                |                                           |              |
| 58. | 13. | Morzsák (Limelight)                               | Glenn Kershaw         | Dan Dworkin & Jay Beattie      | 2008. január 23. 2009. január 16.         | 12,67 millió |
| Egy raktár árverésén az új tulajdonosok döbbenetes feljegyzéseket találnak az ott hagyott lim-lomok között. Az irományokban különösen kegyetlen kínzások leírásaira bukkanak. A helyi iroda ambiciózus nyomozónője Rossiék segítségét kéri az ügy megoldásához, de a ők nem látnak elegendő indokot a feljegyzések alapján nyomozás indítására. A nyomozónő azonban mesterséges bizonyítékokkal megtéveszti Rossiékat és ez alapján elkezdődik a nyomozás. A csel végül is szerencsésen sül el, mert egyik áldozat a másik után kerül elő. Az is bizonyossá válik, hogy a brutális elkövető szándékosan engedte a nyomára bukkani a hatóságot, hogy egy minden eddiginél komolyabb bűnténnyel rukkolhasson elő. |     |                                                   |                       |                                |                                           |              |
| 59. | 14. | Sérülések (Damaged)                               | Edward Allen Bernero  | Edward Allen Bernero           | 2008. április 2. 2009. január 23.         | 12,81 millió |
| Rossi elhatározza, hogy húsz év után végre lezárja azt a gyilkossági ügyet, amely azóta meghatározza az életét. Titokban Garcia segítségét kéri és elindul az ügy helyszínére Indianapolisba. A szerelmes adatelemző azonban nem tudja a többiek előtt titokban tartani Rossi szándékát és a társak nyomban utána indulnak, hogy a segítségére lehessenek. |     |                                                   |                       |                                |                                           |              |
| 60. | 15. | Magasabb hatalom (A Higher Power)                 | Félix Alcalá          | Michael Udesky                 | 2008. április 9. 2009. január 30.         | 13,33 millió |
| Egy pittsburghi rendőr kéri a profilozók segítségét egy öngyilkossági eset kapcsán. A rendőr testvére az áldozat, de nem ő az egyetlen azon emberek közül, akiknek néhány hónapja valamelyik gyermekük meghalt egy iskolai tűzeset következtében. Rossiék számára nem olyan egyértelmű a helyzet, de a sok öngyilkosság és az áldozatok közötti kapcsolat alapján azt feltételezik, hogy egy halál angyala típusú sorozatgyilkossal van dolguk. A helyszínre érkezve hamarosan megerősítést nyer a gyanújuk, mivel újabb, megmagyarázhatatlan öngyilkosságok történnek. |     |                                                   |                       |                                |                                           |              |
| 61. | 16. | Mint az elefánt – sose felejt (Elephant's Memory) | Bobby Roth            | Andrew Wilder                  | 2008. április 16. 2009. február 6.        | 12,98 millió |
| Texasban ismeretlen tettes felrobbant egy házat a tulajdonosával együtt, majd a helyszínre érkező két rendőrt is agyonlövi. A brutális rendőrgyilkosság miatt a helyi seriff a profilozók segítségét kéri. Hotchék a gyilkosság módjából arra következtetnek, hogy az elkövető ismerte az egyik áldozatot és indítéka a bosszú lehetett. A gyanúsított lakásán talált nyomok arra utalnak, hogy az áldozatok száma valószínüleg még növekedni fog. |     |                                                   |                       |                                |                                           |              |
| 62. | 17. | Felhevülve (In Heat)                              | John Gallagher        | Andi Bushell                   | 2008. április 30. 2009. február 13.       | 13,03 millió |
| Hotch-ék Miamiba utaznak, ahol több, megfojtott férfi holttestére bukkannak, ráadásul az utolsó áldozat egy New Orleans-i rendőr volt. JJ legnagyobb meglepetésére a helyszínen várja őket William LaMontagne nyomozó, a meggyilkolt rendőr volt társa, akivel civilben és titokban bensőséges kapcsolatot ápol. Később újabb áldozat holttestére bukkannak egy meleg bár előtt, ahol egy szemtanú is akad. A helyszínből és az áldozat nemi hovatartozásából arra következtetnek, hogy a gyilkos célpontjai homoszexuális férfiak. A gyilkosságok elkövetésének módja pedig egy korábban eltűnt fiatal családjához vezeti a nyomozókat.                                                                        |     |                                                   |                       |                                |                                           |              |
| 63. | 18. | Átlépni egy határt (The Crossing)                 | Guy Norman Bee        | Debra J. Fisher & Erica Messer | 2008. május 7. 2009. február 20.          | 12,88 millió |
| Hotch-ot és Rossit egy gyilkossági ügy tárgyalásához kérik fel szakértőnek. A magára maradt csapatot egy kétségbeesett nő keresi fel egyre erőszakosabb zaklatójának ügyével. A csapat kezdetben nem akarja elvállalni a nem tipikus ügyet, de JJ és a titokzatos férfi elszántsága cselekvésre készteti őket. Maine államba utaznak, ahol a nyomok és az események döntésük helyességét igazolják. |     |                                                   |                       |                                |                                           |              |
| 64. | 19. | Tabula Rasa (Tabula Rasa)                         | Steve Boyum           | Dan Dworkin & Jay Beattie      | 2008. május 14. 2009. február 27.         | 12,88 millió |
| Egy rajtaütés során, menekülés közben súlyos balesetet szenved Metloaf, a háromszoros gyilkossággal vádolt férfi, aki kómába esik. Négy év múlva tér magához, de amnéziája miatt nem emlékszik semmire. Ráadásul időközben a koronatanú is életét vesztette drogtúladagolásban. Hock egy speciális módszerrel próbálja a gyanúsított emlékezetét felébreszteni, aki a sorsdöntő teszten ártatlannak bizonyul... |     |                                                   |                       |                                |                                           |              |
| 65. | 20. | Egyszerű kivitelezés (Lo-Fi)                      | Glenn Kershaw         | Chris Mundy                    | 2008. május 21. 2009. március 6.          | 13,15 millió |
| Derek Morgant egy másik egység főnökének a helyére jelölték ki. Ez a tény rendkívül rossz fényt vet legújabb ügyükre, az akció vezetője ugyanis félti Morgantől az állását. Mivel nincs egység a profilozók és a helyi szervek között, a hét, nyilvános helyen elkövetett gyilkosság elkövetői nagy lépéselőnyt kapnak. Hamarosan az is kiderül, hogy egy rendkívül jól szervezett terrorcsoport áll a háttérben, akik elsősorban a profilozókra vadásznak... |     |                                                   |                       |                                |                                           |              |

## 4. évad (2008-2009)
| Sor. | Év. | Cím                                | Rendező               | Író                            | Premier                               | Nézettség    |
| --- | --- | ---------------------------------- | --------------------- | ------------------------------ | ------------------------------------- | ------------ |
| 66. | 1.  | Pusztítás (Mayhem)                 | Edward Allen Bernero  | Simon Mirren                   | 2008. szeptember 24. 2009. április 1. | 17,01 millió |
| Hotch és Kate autója felrobban a szövetségi épülettől nem messze. Mindketten megsérülnek, Kate-nek azonban orvosi segítségre is sürgősen szüksége lenne. Csakhogy a parancs értelmében a helyszínt senki sem közelítheti meg, mert bárki célponttá válhat. Morgan azonban megtagadja a parancsot, és ezzel veszélybe sodorja magát. |     |                                    |                       |                                |                                       |              |
| 67. | 2.  | Az Angyalcsináló (The Angel Maker) | Glenn Kershaw         | Dan Dworkin & Jay Beattie      | 2008. október 1. 2009. április 8.     | 14,78 millió |
| Az ohiói rendőrség tehetetlen egy új sorozatgyilkossal szemben. A megoldhatatlannak tűnő feladattal a profilozókat bízzák meg. Hotch és Rossi hamarosan rájönnek, hogy az ohiói sorozatgyilkos módszerei kísértetiesen hasonlítanak annak a sorozatgyilkosnak az eseteire, akit egy évvel korábban kivégeztek. Az elemzők feladata, hogy kiderítsék, a múltbéli emberölések hasonlóságán kívül van-e más kapcsolat a két pszichopata gyilkos között. |     |                                    |                       |                                |                                       |              |
| 68. | 3.  | Minimális veszteség (Minimal Loss) | Félix Alcalá          | Andrew Wilder                  | 2008. október 8. 2009. április 15.    | 16,19 millió |
| Prentiss és Reid fedett küldetésre indulnak egy coloradói szektába, hogy kivizsgáljanak egy gyermekzaklatási ügyet. De az akció rosszul sül el, lebuknak, és túszul ejtik őket. Hotch és Rossi különösen nehéz helyzetbe kerülnek, hiszen a pontos profil megrajzolásától a társaik élete függ. |     |                                    |                       |                                |                                       |              |
| 69. | 4.  | Paradicsom (Paradise)              | John Gallagher        | Debra J. Fisher & Erica Messer | 2008. október 22. 2009. április 22.   | 15,01 millió |
| A viselkedéselemzők is csatlakoznak egy nevadai nyomozáshoz, mivel minden valószínűség szerint egy sorozatgyilkos szedi áldozatait, erre azonban nincs egyértelmű bizonyíték. A tettes, a legtöbb sorozatgyilkos szokásaival ellentétben, nem kérkedik áldozataival, és nem üzenget üldözőinek. Épp ellenkezőleg, autóbalesetnek próbálja álcázni a gyilkosságokat. |     |                                    |                       |                                |                                       |              |
| 70. | 5.  | Csavargó gyilkos (Catching Out)    | Charles Haid          | Oanh Ly                        | 2008. október 29. 2009. április 29.   | 13,97 millió |
| Szokatlan gyilkosság-sorozathoz hívják a profilozókat. Egy férfi az éj leple alatt az ágyukban öli meg kiszemeltjeit, majd az egész éjszakát az áldozatok házában tölti. Hotchner a helyi rendőrség hatékonyságát kritizálja, és arra utasítja a vezető nyomozót, hogy csökkentse a nyomozásban résztvevők számát. Az új stratégiának köszönhetően a nyomára is bukkannak az elkövetőnek. |     |                                    |                       |                                |                                       |              |
| 71. | 6.  | Ösztönös tudás (The Instincts)     | Rob Spera             | Chris Mundy                    | 2008. november 5. 2009. május 6.      | 14,30 millió |
| Las Vegas mellett, a sivatagban egy gyermek holttestére bukkannak a helyi rendőrök. Az elmúlt pár hétben a kisfiú már a második gyermekáldozat, akivel pontosan ugyanolyan körülmények között végeztek. A halottkém megdöbbentő eredményre jut, a hét napig fogva tartott gyermek semmilyen szilárd táplálékot nem kapott, mégsem az éheztetés volt a halál elsődleges oka. Amikor újabb kisfiút rabolnak el, az FBI segítségét kérik. Reedet felzaklatják az események, és felszínre törnek gyermekkori traumái.                                                                                                  |     |                                    |                       |                                |                                       |              |
| 72. | 7.  | Emlékek (Memoriam)                 | Guy Norman Bee        | Dan Dworkin & Jay Beattie      | 2008. november 12. 2009. május 13.    | 14,83 millió |
| Spencer Reid nem tud elszakadni a múltjától és gyermekkori emlékeitől. Biztos abban, hogy Reily Jenkins valódi személy volt, akit megöltek. Hotch és Rossi úgy döntenek, segítik Reidet a nyomozásban, aki húsz éve nem látott apját nevezi meg első számú gyanúsítottként. Lassacskán Reid számára is kiderül, hogy az ügy szövevényesebb, mint gondolta, és az anyja is benne van. |     |                                    |                       |                                |                                       |              |
| 73. | 8.  | Mestermű (Masterpiece)             | Paul Michael Glaser   | Edward Allen Bernero           | 2008. november 19. 2009. május 20.    | 16,33 millió |
| Dr. Reid és Rossi egy előadássorozat keretében a legjobb egyetemeken toboroznak ügynököket az FBI számára. Az egyik ilyen alkalommal a Rotchild professzorként (Jason Alexander) bemutatkozó férfi lerohanja Reidet és azt állítja, megölt hét nőt, és még öt embert meg fog ölni, ha csak a profilozó meg nem fejti a rejtélyt. Hamarosan kiderül, eltűnt egy óvonő négy gyerekkel. Rossi csapdát sejt a háttérben. |     |                                    |                       |                                |                                       |              |
| 74. | 9.  | Csajozós takarító (52 Pickup)      | Bobby Roth            | Breen Frazier                  | 2008. november 26. 2009. május 27.    | 14,11 millió |
| Fiatal, gyönyörű prostituáltakkal végez egy mániákus gyilkos, aki az áldozataival takaríttatja ki a helyszínt, mielőtt végez velük. A legutolsó áldozat, Vanessa azonban gazdag, ami arra utal, hogy a gyilkos terepet váltott. Hotch és a csapat egy randitanfolyam során rábukkan egy túlélőre, aki nagy segítséget jelenthet a nyomozásban. |     |                                    |                       |                                |                                       |              |
| 75. | 10. | Bajtársak (Brothers in Arms)       | Glenn Kershaw         | Holly Harold                   | 2008. december 10. 2009. június 3.    | 14,68 millió |
| Sorozatos rendőrgyilkosságok történnek Phoenixben. A helyi rendőrség biztos abban, hogy bandaháború áll a háttérben, és hogy megnyugtassák a lakosságot, letartóztatják Playboyt, a hírhedt bandafőnököt. Hotchner és csapata azonban biztos abban, hogy sorozatgyilkossal állnak szemben, aki a hatalmát próbálja fitogtatni a tetteivel. |     |                                    |                       |                                |                                       |              |
| 76. | 11. | Egy normális ember (Normal)        | Steve Boyum           | Andrew Wilder                  | 2008. december 17. 2009. június 10.   | 15,16 millió |
| Egy sorozatgyilkos, akit Utcai Harcosként ismernek, a kaliforniai Orange megyében lévő utakon szőke nőkre lövöldöz. A profilozók biztosak benne, hogy az elkövető csak elterelni próbálja a figyelmet a valódi bűncselekményekről, és csupán idő kérdése, mikor öli meg a kiválasztott áldozatát. |     |                                    |                       |                                |                                       |              |
| 77. | 12. | Lelki társ (Soul Mates)            | John Gallagher        | Debra J. Fisher & Erica Messer | 2009. január 14. 2009. június 17.     | 13,78 millió |
| A szomszédok szerint William Harris példamutató családapa és derék állampolgár. A profilozók azonban bizonyosak benne, hogy Harris könyörtelen sorozatgyilkos, aki ezúttal Missy Dewaltot ölte meg, és Atlantából azért menekült el családjával, mert ott is gyilkossággal vádolták. Harris mindent tagad, és a bizonyítékok mellette szólnak, a gyilkosság időpontjában ugyanis őrizetben volt. Egy titkos blog alapján azonban kiderül, hogy bűntársa van. |     |                                    |                       |                                |                                       |              |
| 78. | 13. | Vérvonal (Bloodline)               | Tim Matheson          | Mark Linehan Bruner            | 2009. január 21. 2009. június 24.     | 13,82 millió |
| Az Egység egy olyan család esetét tárja fel, amelynek tagjai azért "dolgoznak" együtt, hogy fiatal lányokat raboljanak el. Emmy – díj jelölt Tim Matheson rendezésével. |     |                                    |                       |                                |                                       |              |
| 79. | 14. | Rideg szeretet (Cold Comfort)      | Anna J. Foerster      | Dan Dworkin & Jay Beattie      | 2009. február 11. 2009. július 1.     | 12,48 millió |
| Három hasonló lány tűnik el, az eltűnések között pedig mindig három hónap telik el. Hamarosan a holttesteket is megtalálják bebalzsamozva. Brooke, az utoljára elrabolt lány azonban még nem került elő, ezért a profilozók is besegítenek a nyomozásba. A bizonyítékok alapján arra következtetnek, hogy az elkövető azért sminkeli és változtatja át áldozatait, mert így próbálja visszakapni azt a szeretett nőt, akit elveszített. |     |                                    |                       |                                |                                       |              |
| 80. | 15. | Zoé esete (Zoe's Reprise)          | Charles S. Carroll    | Oanh Ly                        | 2009. február 18. 2009. július 8.     | 14,54 millió |
| Egy csinos kriminológus-gyakornok felhívja az előadást tartó Rossi figyelmét arra, hogy Clevelandben az utóbbi pár hónapban drasztikusan megnőtt a gyilkosságok száma a korábbi időszakokhoz képest. A lány szerint sorozatgyilkos áll a háttérben, annak ellenére, hogy a gyilkosságok nem hasonlítanak egymásra, és az áldozatok között sincs kapocs. Rossi lerázza a lányt, akit másnap holtan találnak meg egy korábbi gyilkossági helyszínen. |     |                                    |                       |                                |                                       |              |
| 81. | 16. | Örömlány (Pleasure is My Business) | Gwyneth Horder-Payton | Breen Frazier                  | 2009. február 25. 2009. július 15.    | 13,93 millió |
| Egy gyönyörű konzum lány sorra mérgezi meg Texas állam befolyásos tisztségviselőit. A nyomozásba a profilozókat is bevonják, ám a főügyész maximális diszkréciót vár el a csapattól. Hotchner és Rossi hamarosan kénytelenek rádöbbenni, hogy ilyen szintű információvisszatartás mellett képtelenség eredményre jutni. Az áldozatok munkatársait ugyanis szintén titoktartásra kötelezték, így senki nem mondhat el semmit. |     |                                    |                       |                                |                                       |              |
| 82. | 17. | Démonológia (Demonology)           | Edward Allen Bernero  | Chris Mundy                    | 2009. március 11. 2009. július 22.    | 14,34 millió |
| Holtan találják Emily Prentiss iskoláskori barátját. A vizsgálat szerint infarktus végzett a fiúval, ám Emily megtudja, hogy ördögűzést hajtottak végre rajta a szülők kérésére, és Matthew akkor halt meg. Prentiss feletteséhez, Hotchnerhez fordul segítségért, aki támogatja a nyomozásban, amikor újabb gyanús haláleset történik, szintén ördögűzés hatására. |     |                                    |                       |                                |                                       |              |
| 83. | 18. | A kaszás (Omnivore)                | Nelson McCormick      | Andrew Wilder                  | 2009. március 18. 2009. július 29.    | 13,74 millió |
| Hotchner egykori, idős kollégája halálos ágyán bevallja, hogy 9 évvel ezelőtt alkut kötött a Bostoni Kaszással, aki addig 21 emberrel végzett. Az alku szerint a sorozatgyilkos leáll, cserébe a rendőrség nem üldözi tovább. A szerződés azonban abban a pillanatban érvényét veszti, amint bármelyik fél meghal. A vallomást követő napon az idős nyomozót holtan találják, a Bostoni Kaszás pedig újra lecsap. |     |                                    |                       |                                |                                       |              |
| 84. | 19. | Testvéri szeretet (House on Fire)  | Félix Alcalá          | Holly Harold                   | 2009. március 25. 2009. augusztus 5.  | 14,36 millió |
| Az egyik kisvárosban kigyullad egy mozi és meghal 19 ember. Nem kétséges, hogy gyújtogatás történt, ezért a rendőrőrs vezetője a Profilozók segítségét kéri. Csakhogy hamarosan Hotch és csapata is zsákutcába jut, ráadásul újabb tűzeset történik, ezúttal a kocsmát gyújtják fel. Garciára vár a feladat, hogy a városka összes lakójának magánéletét átkutatva keressen támpontokat, hogy valamilyen nyomon elindulhassanak. |     |                                    |                       |                                |                                       |              |
| 85. | 20. | Gyilkos vakáció (Conflicted)       | Jason Alexander       | Rick Dunkle                    | 2009. április 8. 2009. augusztus 12.  | 13,61 millió |
| Egyik buli a másikat éri a tavaszi szünetben, a szállodák dugig megtelnek vakációzó egyetemistákkal. Hamarosan a profilozók is megjelennek az egyik felkapott helyszínen, miután két fiatal srácot is megölnek. Mindkét áldozatot szexuálisan bántalmazták, miután végeztek velük. A profil nehezen áll össze, a tettes ugyanis olyan célpontokat választ, akik agresszívek és erőszakosak a környezetükkel és a gyengébbik nemmel. |     |                                    |                       |                                |                                       |              |
| 86. | 21. | Gyerekgyilkosság (A Shade of Gray) | Karen Gaviola         | Debra J. Fisher & Erica Messer | 2009. április 22. 2009. augusztus 19. | 13,72 millió |
| Eltűnt egy hétéves kisfiú, méghozzá ugyanolyan körülmények között, mint a másik kettő, akiket az ágyukból raboltak el késő éjszaka, majd az erdőbe vitték őket. A profilozók hamar a nyomára bukkannak a lehetséges tettesnek, Rollins viszont nem hajlandó az együttműködésre. A nyomozás során azonban kiderül, hogy Rollins falaz az igazi tettesnek. Hotchner rájön, hogy a helyi rendőrfőnök is belekeveredett az ügybe. |     |                                    |                       |                                |                                       |              |
| 87. | 22. | A kör bezárul (The Big Wheel)      | Rob Hardy             | Simon Mirren                   | 2009. április 29. 2009. augusztus 26. | 13,61 millió |
| Buffalóban számtalan harminc év körüli, szőke nőt öltek meg az elmúlt tíz évben. Legutóbb Michelle-t, a felkapott ingatlanügynököt találják holtan. Hamarosan üzenetet is kapnak a gyilkostól, aki egy videofelvételt küld, rajta az áldozat haldoklásával és egy segélykéréssel. Hotch és csapata kiderítik, hogy az elkövető évente egyszer csap le, és a nyomokat tökéletesen tünteti el. Az elkövető nem tudja uralni, de tudatában van rögeszméjének, és azt kéri, hogy az FBI állítsa meg. Váratlanul azonban újabb gyilkosság történik...                                                                   |     |                                    |                       |                                |                                       |              |
| 88. | 23. | Cserbenhagyás (Roadkill)           | Steve Boyum           | Dan Dworkin & Jay Beattie      | 2009. május 6. 2009. szeptember 3.    | 14,13 millió |
| Két nőt gázoltak el egy nagyobb furgonnal. Szemtanú nincs, a gyilkos ugyanis elhagyatott helyen végzett az áldozataival. A harmadik nő esetében személyes indítékot is felfedeznek, úgy tűnik, a kiszemeltek kapcsolatban álltak egymással. Hamarosan kiderül, hogy a tettes korábban pszichiátriai kezelés alatt állt, és a gyilkosságokat már az intézetben eltervezte. |     |                                    |                       |                                |                                       |              |
| 89. | 24. | Halálos fertőzés (Amplification)   | John Gallagher        | Oanh Ly                        | 2009. május 13. 2009. szeptember 9.   | 13,37 millió |
| Egy ismeretlen elkövető halálos pollenekkel fertőzi meg az egyik park kirándulóit, gyerekeket és felnőtteket egyaránt. Néhány órán belül a fertőzöttek életveszélyes állapotban kerülnek be a kórházba, ahol azonnal karantént rendelnek el. Hotchner és csapata megdöbbenve áll az eset előtt, a 25 fertőzött közül csak hárman élik meg a másnap reggelt. Ha rövid időn belül nem találják meg a vírustörzsért felelős tudóst, országos méretű katasztrófa várható. |     |                                    |                       |                                |                                       |              |
| 90. | 25. | Pokoljárás (To Hell…)              | Charles Haid          | Chris Mundy                    | 2009. május 20. 2009. szeptember 16.  | 13,99 millió |
| William Hightower a kanadai határon kocsijával belerohan egy épületbe. A rendőrségen azt állítja, hogy megölt tíz embert és egy új áldozatot már foglyul ejtett. Az FBI profilozóit hívják az esethez, és Hotchnerék hamarosan rájönnek, hogy a kitüntetett katonatiszt csak a figyelmet akarta felkelteni, miután hiába tett háromszor is feljelentést a detroiti rendőrségen az utcákról nyom nélkül eltűnt hajléktalanok miatt. Az eltűntek között van William húga is, akinek szintén nyoma veszett. Hamarosan kiderül, hogy az elkövető Kanadába hurcolja még élő áldozatait, ahol kísérleteket végez rajtuk. |     |                                    |                       |                                |                                       |              |
| 91. | 26. | Visszatérés a pokolból (…And Back) | Edward Allen Bernero  | Edward Allen Bernero           | 2009. május 20. 2009. szeptember 23.  | 13,99 millió |
| Hotchner és csapata megtalálják a kanadai kisváros szélén lévő farmot, ahol megdöbbenve tapasztalják, hogy a sorozatgyilkos, akit tíz eltűnt személy haláláért tartanak felelősnek, valójában 89 áldozattal végzett. A borzalmas ügy első számú gyanúsítottja Mason Turner, aki egykor kiváló orvos volt, ám hosszú évek óta gerincbénulás miatt, mozgásképtelenül fekszik egy jól felszerelt szobában. Garcia kísérletezés nyomaira bukkan Mason számítógépében. |     |                                    |                       |                                |                                       |              |

## 5. évad (2009-2010)
| Sor. | Év. | Cím                                                 | Rendező              | Író                                 | Premier                                | Nézettség    |
| --- | --- | --------------------------------------------------- | -------------------- | ----------------------------------- | -------------------------------------- | ------------ |
| 92. | 1.  | Az arctalan gyilkos (Nameless, Faceless)            | Charles S. Carroll   | Chris Mundy                         | 2009. szeptember 23. 2010. április 7.  | 15,85 millió |
| Dr. Bartont és iskoláskorú fiát halálosan megfenyegetik. A rendőrség a profilozók segítségét kérik, miután a férfi megölt már két embert. Közben Emily és Garcia Hotchner után nyomoz, aki nyomtalanul tűnt el a lakásából. Egy kórházban lelnek rá, összeszurkálva. Hotchner nem érti, hogy a Kaszás miért hagyta életben, s csak később jön rá, hogy Foyet megtalálta a családját.                                                                                     |     |                                                     |                      |                                     |                                        |              |
| 93. | 2.  | A múlt démonai (Haunted)                            | Jon Cassar           | Erica Messer                        | 2009. szeptember 30. 2010. április 14. | 14,24 millió |
| Darrin Call, a gyógyszeres kezelés alatt álló ámokfutó váratlanul több áldozattal is végez egy nagyobb patikában, majd később a kezelőorvosával is. A férfiról kiderül, hogy kitett gyerek volt, aki most kezeletlen szkizofréniában szenved és mindent elkövet, hogy kiderítse, mi történt vele a múltban. Call végül elrabol egy gyereket abból az otthonból, ahol hatévesen kis híján áldozatul esett egy sorozatgyilkosnak.                                          |     |                                                     |                      |                                     |                                        |              |
| 94. | 3.  | Igazságszolgáltatás vagy bosszú? (Reckoner)         | Karen Gaviola        | Dan Dworkin & Jay Beattie           | 2009. október 7. 2010. április 21.     | 14,05 millió |
| Rossit kellemetlenül érinti a legújabb megbízásuk. Egy sorozatgyilkos épp a szülővárosában szedi áldozatait, látszólag teljesen vaktában, válogatás nélkül. A profilozók alaposan megizzadnak, mire rájönnek, hogy a gyilkos milyen alapon válogat. Célpontjai közül mindannyian szerepeltek valamilyen gyermekbántalmazási ügyben. |     |                                                     |                      |                                     |                                        |              |
| 95. | 4.  | Nincs kiút (Hopeless)                               | Félix Alcalá         | Chris Mundy                         | 2009. október 14. 2010. április 28.    | 13,92 millió |
| Három fiatal építőmunkás brutális kegyetlenséggel végez két házaspárral. A felismerhetetlenségig összevert áldozatok láttán a helyi rendőrség a profilozók segítségét kéri. Hotchner és csapata rendkívül nehéz helyzetben van, hisz az elkövetés módja nem csak egy elkövetőre utal. Amikor újabb két áldozat kerül elő, egyértelművé válik, hogy csapatban dolgoznak, és csak élvezetből cselekszenek.                                                                 |     |                                                     |                      |                                     |                                        |              |
| 96. | 5.  | A bölcsőtől a sírig (Cradle to Grave)               | Rob Spera            | Breen Frazier                       | 2009. október 21. 2010. május 5.       | 14,27 millió |
| Egy 19 éves szőke lány holtteste kerül elő két évvel az elrablása után. A holttesten talált sérülésekből kiderül, hogy ő már a harmadik áldozata a gyilkosnak. Az összevetések során fény derül még egy közös szálra, mindegyik lány terhes volt, némelyikük többször is szült. Hotch és Morgan vitába száll egymással az elkövető motivációját illetően. |     |                                                     |                      |                                     |                                        |              |
| 97. | 6.  | Mindent a szemnek (The Eyes Have It)                | Glenn Kershaw        | Oanh Ly                             | 2009. november 4. 2010. május 12.      | 12,55 millió |
| Derek Morgan első ügyének egy nukleátor esetét választja. A sorozatgyilkos specialitása, hogy kivágja az áldozatai szemét. A profilozók szinte a sötétben tapogatóznak, ugyanis a tettes impulzusszerűen támad, és válogatás nélkül végez áldozataival. Az egyetlen kiinduló pont a precizitása, amely orvosra vagy hasonló szakmában dolgozó elkövetőre utal. |     |                                                     |                      |                                     |                                        |              |
| 98. | 7.  | Slágerlista (The Performer)                         | John Badham          | Holly Harold                        | 2009. november 11. 2010. május 19.     | 12,77 millió |
| Tara Ferris, a fiatal lány már a harmadik áldozat két héten belül. A gyilkos mindhárom lányt kivéreztette, nagyon úgy tűnik, kiszívta a vérüket. A nyomok egy népszerű metál énekeshez, Dantéhoz vezetnek. A profil szerint a sorozatgyilkos szkizofrén, igénytelen otthonban él,feltételezhetően az anyjával vagy a nagyanyjával. Dantéra azonban egyáltalán nem illik a profil.                                                                                        |     |                                                     |                      |                                     |                                        |              |
| 99. | 8.  | Rókalyuk (Outfoxed)                                 | John Gallagher       | Simon Mirren                        | 2009. november 18. 2010. május 26.     | 13,70 millió |
| Egy sorozatgyilkos az apa távollétében egész családokkal végez. Hotchner és a csapat egy küldeményből rájön, hogy valaki a Rókát utánozza, aki nyolc családot mészárolt le. De a tettes, a példaképével ellentétben, az áldozatait különböző módon öli meg. Egyre valószínűbb, hogy az elkövetőnek súlyosbodik az elmezavara, a gyilkosságok ugyanis egyre gyakoribbá válnak.                                                                                            |     |                                                     |                      |                                     |                                        |              |
| 100. | 9.  | Az út vége (100)                                    | Edward Allen Bernero | Bo Crese                            | 2009. november 25. 2010. június 2.     | 13,61 millió |
| A belső ellenőrzés vizsgálatot indít Hotchner ellen, miután tragikus véget ér a Foyet-ügy. A kíméletlen sorozatgyilkos megfenyegeti a profilozókat: amennyiben nem hagynak fel az üldözésével, újabb gyilkosságokat követ el. Aaron azonban nem enged a zsarolásnak, és ezzel a saját családját sodorja veszélybe. Az FBI azonnal védelmet biztosít a feleségének és a fiának, ám Foyet kijátssza őket.                                                                  |     |                                                     |                      |                                     |                                        |              |
| 101. | 10. | A kötelesség rabja (The Slave of Duty)              | Charles Haid         | Rick Dunkle                         | 2009. december 9. 2010. június 9.      | 14,43 millió |
| Az FBI felajánlja Hotchnernek a nyugdíjazást, méghozzá a lehető legideálisabb feltételekkel. Közben Derek és a csapat egy olyan férfi ügyében nyomoz, aki független fiatal nőket öl meg az otthonukban azután, hogy eltöltött velük egy romantikus estét. Rossi választás elé állítja Dereket. |     |                                                     |                      |                                     |                                        |              |
| 102. | 11. | Törlesztés (Retaliation)                            | Félix Alcalá         | Erica Messer                        | 2009. december 16. 2010. június 16.    | 14,68 millió |
| Kis híján megöli Prentiss ügynököt a Farkas néven ismert sorozatgyilkos, aki a saját családjuk szeme láttára öli meg az apákat. Az eset érdekessége, hogy a férfinak segítője van, aki ismeretlen okból titokban segít az áldozatoknak. Joe Mullerről, a tettestársról hamarosan kiderül, hogy a Farkas az elrabolt családjával tartja sakkban az apát. |     |                                                     |                      |                                     |                                        |              |
| 103. | 12. | A babaház (The Uncanny Valley)                      | Anna J. Foerster     | Breen Frazier                       | 2010. január 13. 2010. június 23.      | 13,90 millió |
| Három fiatal nő holtteste kerül elő néhány hét különbséggel. Kezdetben úgy tűnik, nincs kapcsolat közöttük, mivel az áldozatokon semmilyen erőszakosságra utaló nyomot nem találtak. Feltűnik azonban, hogy mindhárman úgy néztek ki, mint egy játék baba. Kiderül, hogy a 80-as években volt egy babakollekció, amely három babából állt, és a gyilkos az elrabolt nőket ilyen babákká alakítja.                                                                        |     |                                                     |                      |                                     |                                        |              |
| 104. | 13. | Életem titka (Risky Business)                       | Rob Spera            | Jim Clemente                        | 2010. január 20. 2010. június 30.      | 14,91 millió |
| Négy gimnazista, látszólag egymástól függetlenül felakasztja magát. A kitűnő tanulók titokban fojtogatós játékot játszottak a neten, mind a négyen egy verseny résztvevői voltak. A profil alapján elkapják Christophert az egyik iskolában. Az anyját nemrég elvesztő fiú nyakán számtalan fojtogatás nyomát fedezik fel, ám ezek közül némelyik emberi kéztől származik.                                                                                               |     |                                                     |                      |                                     |                                        |              |
| 105. | 14. | Az élősködő (Parasite)                              | Charles S. Carroll   | Oanh Ly                             | 2010. február 3. 2010. július 7.       | 14,75 millió |
| Fehérgalléros sorozatgyilkos szedi női áldozatait. A Casanova gazdag nőket szemel ki, akiket elcsábít, majd miután kicsalja a pénzüket, végez velük. Egy véletlen folytán azonban a kilenc álnevet használó férfi felesége rájön, hogy a férje csaló, és rátalál az egyik kiszemelt női áldozatra. |     |                                                     |                      |                                     |                                        |              |
| 106. | 15. | A közellenség (Public Enemy)                        | Nelson McCormick     | Jess Prenter Prosser                | 2010. február 10. 2010. július 14.     | 14,33 millió |
| Egy vallását gyakorló családapának a vasárnapi misén elvágják a torkát a családja szeme láttára. Providence-ben ez már a harmadik eset rövid időn belül, ezért a profilozókat azonnal a helyszínre küldik. A gyilkos mindig nyilvános helyeket választ, módszere pedig áldozatról áldozatra egyre durvább. Úgy tűnik, akaratlanul a sajtó is az ő kezére játszik, ezért J.J. minden eszközt bevet a híradósok megfékezésére.                                             |     |                                                     |                      |                                     |                                        |              |
| 107. | 16. | Rég elveszettnek hitt dolgok (Mosley Lane)          | Matthew Gray Gubler  | Simon Mirren & Erica Messer         | 2010. március 3. 2010. július 21.      | 13,00 millió |
| Egy családi fesztiválon elrabolják a 8 éves Aimee-t az édesanyja mellől. Egyszeri esetnek tűnik, egészen addig, amíg meg nem jelenik a nyolc éve eltűnt Charlie édesanyja, aki az elmúlt évek során megrögzötten kereste a fiát. Az asszony meggyőződéssel állítja, hogy az ő gyermekét is ugyanazzal a trükkel rabolták el, mint Aimee-t. Hamarosan kiderül, hogy a nőnek igaza volt, és az elmúlt évek során több mint tíz gyermeket raboltak el így a szüleik mellől. |     |                                                     |                      |                                     |                                        |              |
| 108. | 17. | A magányos lovag (Solitary Man)                     | Rob Hardy            | Kimberly Ann Harrison & Ryan Gibson | 2010. március 10. 2010. július 28.     | 13,29 millió |
| Wade Hatchett kamionsofőr szó szerint bármit megtesz azért, hogy lányának családot biztosítson. Csakhogy a férfi elméje súlyosan elborult, amikor felesége bent égett egy tűzben, hétéves kislányát pedig elvették tőle. Az éjszaka leple alatt nőkre vadászik, hogy megtalálja lányának a megfelelő anyát. Több mint hat áldozatával végez, mire megtalálja az igazit.                                                                                                  |     |                                                     |                      |                                     |                                        |              |
| 109. | 18. | Harc a családért (The Fight)                        | Richard Shepard      | Chris Mundy & Edward Allen Bernero  | 2010. április 7. 2010. augusztus 4.    | 12,70 millió |
| Tarkón lőtt férfit találnak éjszaka a parkban, és még aznap éjjel elrabolnak egy férfit a lányával. Sam Cooper (Forest Whitaker), Hotch egykori társa a profilozókat hívja a felsőbb tiltás ellenére, mert meggyőződése, hogy három napon belül újabb apákat rabol el a tettes a lányukkal együtt, hogy végezzen velük. A profilozók még csak nem is sejtik, milyen kegyetlen próbatételt kell az áldozatoknak kiállniuk.                                                |     |                                                     |                      |                                     |                                        |              |
| 110. | 19. | Halálos határ (A Rite of Passage)                   | John Gallagher       | Victor De Jesus                     | 2010. április 14. 2010. augusztus 4.   | 12,44 millió |
| Lefejezett holttestet talál néhány fiatal egy konténerben. A sivatagban garázdálkodó sorozatgyilkos illegális mexikói bevándorlókra vadászik, és a seriffet is megfélemlíti. A helyi kartell feje, Omar Morales azt állítja, hogy a Santa Muerte végez a menekülőkkel. A profilozók a helyszínre érkezve hamar rájönnek, hogy a gyilkosnak személyes indítékai vannak, melyek összefüggnek Ruiz seriffel.                                                                |     |                                                     |                      |                                     |                                        |              |
| 111. | 20. | A szó elszáll, a kép megmarad (...A Thousand Words) | Rosemary Rodriguez   | Edward Allen Bernero                | 2010. május 5. 2010. augusztus 11.     | 12,39 millió |
| Öngyilkosságot követ el egy sorozatgyilkos. A Tetovált ember utolsó áldozata azonban még nem került elő. A fiatal lány, Rebeca élete azon múlik, milyen gyorsan fejtik meg a titkot, ami tíz évig rejtve maradt. Hotchner és csapata a halott testét teljesen beborító tetoválásokból rájön, hogy a sorozatgyilkosnak tettestársa is van, akinek a profilját szinte lehetetlen megfejteni.                                                                               |     |                                                     |                      |                                     |                                        |              |
| 112. | 21. | Tépett sebek (Exit Wounds)                          | Charles S. Carroll   | Rick Dunkle                         | 2010. május 12. 2010. augusztus 11.    | 13,07 millió |
| Sorozatos medvetámadások tartják rettegésben az alaszkai kisváros, Franklin lakóit, ráadásul rövid időn belül három gyilkosság is történt a környéken. A helyszínre kiérkező profilozók biztosak abban, hogy a helyiek között kell keresni a gyilkost. A profilt összeállítják, ám hamar kiderül, hogy tévúton járnak, amikor Garcia az éjszaka során szemtanúja lesz egy újabb gyilkosságnak.                                                                           |     |                                                     |                      |                                     |                                        |              |
| 113. | 22. | Az internet örök (The Internet Is Forever)          | Glenn Kershaw        | Breen Frazier                       | 2010. május 19. 2010. augusztus 18.    | 13,25 millió |
| Az egyik legnépszerűbb internetes közösségi oldal segítségével választja ki áldozatait az a sorozatgyilkos, aki betegesen végez olyan nőkkel, akiknek hozzá hasonlóan aszimmetrikus arcformájuk van. A profilozók csak Garcia zsenialitásában bízhatnak, neki kell a rendszerben a nyomára bukkannia. |     |                                                     |                      |                                     |                                        |              |
| 114. | 23. | A sötétség óráján (Our Darkest Hour)                | Edward Allen Bernero | Erica Messer                        | 2010. május 26. 2010. augusztus 18.    | 12,97 millió |
| Egy éjszakai vadász tör rá házaspárokra az otthonukban. Az egyik amerikai kisváros késő esti áramszünetekkel próbál spórolni az energiával, és ezt a sötétséget és kiszolgáltatottságot használja ki a sorozatgyilkos. A profilozók rájönnek, hogy az ügyben nyomozó rendőrnek köze lehet a gyilkosságokhoz, az elkövető lépésről lépésre közelebb kerül hozzá, mintha ő lenne a végső célpont.                                                                          |     |                                                     |                      |                                     |                                        |              |

## 6. évad (2010-2011)
| Sor. | Év. | Cím                                                 | Rendező              | Író                                 | Premier                                | Nézettség    |
| --- | --- | --------------------------------------------------- | -------------------- | ----------------------------------- | -------------------------------------- | ------------ |
| 115. | 1.  | A leghosszabb éjszaka (The Longest Night)           | Edward Allen Bernero | Edward Allen Bernero                | 2010. szeptember 22. 2011. április 11. | 14,13 millió |
| Morgant és Christine Spicert, a megölt nyomozó húgát végül megtalálják. A Sötétség hercege azonban a nyolcéves Ellie-t magával hurcolja. A profilozók biztosak benne, ha a kislány félelmet mutat, a sorozatgyilkos nem kegyelmez neki se. |     |                                                     |                      |                                     |                                        |              |
| 116. | 2.  | JJ (JJ)                                             | Charles S. Carroll   | Erica Messer                        | 2010. szeptember 29. 2011. április 11. | 14,57 millió |
| A 19 éves Kate eltűnik, utoljára két fiatal férfival látták, akiket a helyi rendőrség még tizenkét órán át tart fogva. A profilozóknak ennyi idejük van kiszedni az elkövetőkből az igazságot, és megtudni, mit tettek a lánnyal. J.J. akarata ellenére a Pentagonba költözik. |     |                                                     |                      |                                     |                                        |              |
| 117. | 3.  | Az eltűnt idő nyomában (Remembrance of Things Past) | Glenn Kershaw        | Janine Sherman Barrois              | 2010. október 6. 2011. április 18.     | 13,87 millió |
| Alaposan megkínzott és összevagdalt fiatal lány holttestét találják meg. Az áldozat közvetlenül a halála előtt felhívta a szüleit, és elbúcsúzott tőlük. Amikor újabb halott lány kerül elő, Rossi biztos benne, hogy a Mészáros tért vissza, akit húsz évvel korábban kis híján elkapott. Hotchner és a helyiek szerint csak egy másoló, ugyanis a Mészáros kézjegye mindkét áldozat esetében hiányzik. Késlekedésük újabb lány életébe kerül, s úgy tűnik, a gyilkos tehetős kora ellenére felgyorsult és egyre mohóbb. |     |                                                     |                      |                                     |                                        |              |
| 118. | 4.  | Kínos felállás (Compromising Positions)             | Guy Norman Bee       | Breen Frazier                       | 2010. október 13. 2011. április 18.    | 14,00 millió |
| Egy sorozatgyilkos fiatal házaspárokat kényszerít együttlétre, majd a halálosan meglőtt férjekkel végignézeti, ahogy megöli a feleségüket. A profilozók az összegyűjtött információk alapján rájönnek, hogy az elkövető szvingerklubokba jár. A nyomon eljutnak a feleségéhez, de már későn, a gyilkos az egyik szvingerklub összes férfi vendégét lelövi. |     |                                                     |                      |                                     |                                        |              |
| 119. | 5.  | Biztonságos menny (Safe Haven)                      | Andy Wolk            | Alicia Kirk                         | 2010. október 20. 2011. május 2.       | 14,46 millió |
| Végeznek a négytagú Bennett családdal, majd nem sokkal utána újabb családot irtanak ki. A profilozóknak még nem volt dolguk ilyen mohó gyilkossal. Az elkészült profil megdöbbentő eredményt hoz, az elkövetőről kiderül, hogy kiskorú. Hamarosan a motivációjára is fény derül, ám addigra újabb család kerül veszélybe. |     |                                                     |                      |                                     |                                        |              |
| 120. | 6.  | Az ördög éjszakája (Devil's Night)                  | Charlie Haid         | Randy Huggins                       | 2010. október 27. 2011. május 9.       | 13,94 millió |
| Az ördög éjszakáján, a három napos ünnepen akcióba lépnek a gyújtogatók. Egy közülük azonban épületek helyett embereket gyújt fel. Módszere következetes, a helyi rendőrség szerint az áldozatokban nincs közös pont. Hotchner és csapata rövid idő alatt rájönnek, hogy mégis csak van kapcsolat az áldozatok között, az elkövető egy régi sérelme miatt folytat kíméletlen bosszúhadjáratot. |     |                                                     |                      |                                     |                                        |              |
| 121. | 7.  | A középső ember (Middle Man)                        | Rob Spera            | Rick Dunkle                         | 2010. november 3. 2011. május 16.      | 14,58 millió |
| Három fiatal táncosnőt ölnek meg. Mind a három lányt pénteki napon rabolták el, és csak vasárnap találtak rájuk a kukoricaföldön. A profilozóknak két napjuk van, hogy megtalálják a legújabb áldozatot, Stephanie-t. Az erotikus bárok vendégei között keresik a gyanúsítottat, és a felvételek alapján rájönnek, hogy a sorozatgyilkosnak két társa is van. Hamarosan az egyik fiút holtan találják a kukoricaföldön.                                                                                                   |     |                                                     |                      |                                     |                                        |              |
| 122. | 8.  | Visszavert vágy (Reflection of Desire)              | Anna Foerster        | Simon Mirren                        | 2010. november 10. 2011. május 23.     | 12,56 millió |
| Kelly Landis eltűnése után három nappal kerül elő, durván megcsonkítva. A kivételesen durva bánásmód nyomai még Hotchot is megdöbbentik, aki biztos benne, hogy a tettes figyelemmel követi a nyomozást. Néhány nappal később újabb szőke nő tűnik el nyomtalanul, akinek mindössze három napja van, hogy megtalálják. A Washingtoni Vagdosónak elkeresztelt gyilkos egy színpadi dramaturgia szerint készül végezni a lánnyal.                                                                                           |     |                                                     |                      |                                     |                                        |              |
| 123. | 9.  | Sötét erdő mélyén (Into the Woods)                  | Glenn Kershaw        | Kimberly Ann Harrison               | 2010. november 17. 2011. május 30.     | 14,39 millió |
| Egy évvel korábban sátorozás közben eltűnt egy tízéves fiú, apja azóta is megszállottan keresi. Az ő segítségével jönnek rá a profilozók, hogy a hatalmas nemzeti parkban egy sorozatgyilkos rejtőzik, aki minden ősszel elrabol egy fiút a leghosszabb turista útvonalon. Egy megtalált tetemből kiderül, hogy a gyilkos az áldozatokat egész télen maga mellett tartja, és csak azután végez velük. Hamarosan újabb gyermekrablást jelentenek, ezúttal azonban egy kislány is eltűnik.                                  |     |                                                     |                      |                                     |                                        |              |
| 124. | 10. | Az otthon halálos titka (What Happens at Home)      | Jan Eliasberg        | Edward Allen Bernero                | 2010. december 8. 2011. június 6.      | 14,23 millió |
| Az egyik új-mexikói lakóparkban, pár hónap leforgása alatt három nőt ölnek meg a saját házában. Rossi szerint szinte lehetetlen megtalálni profil alapján a tettest olyan zárt közösségben, ahol ennyire hasonlóak az emberek és az életkörülményeik. Ezért külső segítséget kérnek egy hírhedt sorozatgyilkos lányától, akinek az apja 25 nővel végzett. Ashley Seaver FBI-ügynök hamarosan meg is találja a tűt a szénakazalban.                                                                                        |     |                                                     |                      |                                     |                                        |              |
| 125. | 11. | Feltételes szabadláb (25 to Life)                   | Charles S. Carroll   | Erica Messer                        | 2010. december 15. 2011. június 20.    | 13,77 millió |
| Szabadlábra akarják helyezni Donald Sandersont, akit családja kiirtása miatt ítéltek el. A pszichopatának minősített férfit Derek Morgan elemzi, aki úgy dönt, az egykori orvos szabadlábra helyezhető. Még két nap sem telik el, amikor Sanderson újabb gyilkossági ügybe keveredik. Morgan döbbenten áll az eset előtt, de biztos abban, hogy nem tévedett. A csapat kiáll mellette, és együttesen megpróbálják kideríteni a 25 évvel korábbi ügyet.                                                                    |     |                                                     |                      |                                     |                                        |              |
| 126. | 12. | Karibi kábulat (Corazon)                            | John Gallagher       | Katarina Wittich                    | 2011. január 19. 2011. június 27.      | 12,02 millió |
| Reidnek már hallucinációi vannak a hirtelen rátörő fejfájásoktól, ezért titokban specialistához fordul. Titkát azonnal felismeri egy háromszoros gyilkossággal vádolt gyanúsított, aki rendszeresen mutat be rituális áldozatokat hívőinek. A férfi a kihallgatás során transzba esik, és szinte megbabonázza Reidet. Hotchner és Rossi attól tartanak, hogy hamarosan kollégájuk is áldozatul esik a rituális gyilkosnak.                                                                                                |     |                                                     |                      |                                     |                                        |              |
| 127. | 13. | Míg a halál el nem választ (The Thirteenth Step)    | Doug Aarniokoski     | Janine Sherman Barrois              | 2011. január 26. 2011. július 4.       | 12,77 millió |
| Tömegmészárlás történik egy montanai benzinkútnál. A nyomok alapján arra következtetnek, hogy a lövöldözés spontán tört ki, a túlélők szerint egy fiatal házaspár ilyen módon szerzett örömöt egymásnak. A profilozók biztosak benne, hogy a pár újabb gyilkosságokat fog elkövetni. Félelmük valósággá válik, amikor nem sokkal később egy rehabilitációs csoporttal végeznek. Hotchner és csapata sikeresen azonosítja a férfit, ám úgy tűnik, a pár kicsúszik a rendőrség markából.                                    |     |                                                     |                      |                                     |                                        |              |
| 128. | 14. | Illat memória (Sense Memory)                        | Rob Spera            | Randy Huggins                       | 2011. február 9. 2011. július 11.      | 13,67 millió |
| Emily Prentiss halálra rémül, amikor régi barátjától megtudja, hogy Ian Doyle eltűnt a börtönből. Alig tud koncentrálni a legújabb ügyükre, arra a gyilkosra, aki elrabolt három nőt és láthatólag vízbe fojtotta. A vizsgálatok során kiderül, hogy az áldozatok nem vízbe fúltak, a gyilkos kloroformba mártotta, majd megcsonkította őket. A csoport hamarosan rájön, hogy az elkövető valószínűleg egy taxis, aki illatuk alapján választja ki áldozatait.                                                            |     |                                                     |                      |                                     |                                        |              |
| 129. | 15. | Önuralom (Today I Do)                               | Ali Selim            | Alicia Kirk                         | 2011. február 16. 2011. július 18.     | 12,85 millió |
| Az egyetemista Molly Grandin nyomtalanul eltűnik, nem sokkal azután, hogy két lány holttestét húzzák ki a vízből. Ha az elkövető ugyanaz, akkor Mollynak csak pár napja van, hogy rátaláljanak. Az elkövető profilját rendkívül nehéz meghatározni, mivel a lányok között nem fedezhető fel semmilyen hasonlóság. Garcia azonban kideríti, hogy a gyilkos a kórházban vadászik, hónapokig követi és utánozza a kiszemelt áldozatait, mielőtt lecsapna.                                                                    |     |                                                     |                      |                                     |                                        |              |
| 130. | 16. | A néma szemtanú (Coda)                              | Rob Hardy            | Rick Dunkle                         | 2011. február 23. 2011. július 25.     | 13,15 millió |
| Prentiss nagy bajban van, egykori ellensége, Ian Doyle vadászik rá. A régi csapat még életben lévő tagjai összefognak, de Emily érzi, hogy Doyle-lal szemben nincs esélyük. Derek Morgan sejti, hogy kolléganője bajban van, amikor késve érkezik meg egy bűntény helyszínére. Sammy Spark, az autista kisfiú véresen sétál be az iskolába. A család otthonában kiderül, hogy szülőket elrabolták. |     |                                                     |                      |                                     |                                        |              |
| 131. | 17. | Valhalla (Valhalla)                                 | Charles S. Carroll   | Simon Mirren & Erica Messer         | 2011. március 2. 2011. augusztus 3.    | 14,37 millió |
| Két washingtoni otthont robbantanak fel egyetlen éjszaka alatt, a családokat előtte szó szerint kivégezték. A jelek szerint mindkét családnál a férj volt a tettes, akik végül magukkal is végeztek. Emily körül szorul a hurok, Ian Doyle nem csak őt, hanem Hotchneréket is megfenyegeti. Ennek ellenére senkinek sem szól, ám amikor kiderül, hogy az ügyben, amin dolgoznak, az áldozatok európaiak, bizonyossá válik, hogy Doyle akcióba lépett.                                                                     |     |                                                     |                      |                                     |                                        |              |
| 132. | 18. | A vég (Lauren)                                      | Matthew Gray Gubler  | Breen Frazier                       | 2011. március 16. 2011. augusztus 10.  | 13,73 millió |
| Ian Doyle ámokfutását csak Emily képes megállítani, aki a csapat érdekében egyedül próbálja megoldani az ügyet, és szinte felkínálja magát az üldözőjének. Hotchner és Rossi régi kolléganőjüket, Jareau ügynököt hívják segítségül, aki ismeri Prentiss múltját. A nyomozás során kiderül, hogy Prentiss nyolc évvel korábban elrabolta Doyle fiát, és megrázó fotókat találnak az esetről. |     |                                                     |                      |                                     |                                        |              |
| 133. | 19. | Szép kis barátok (With Friends Like These)          | Anna J. Foerster     | Janine Sherman Barrois              | 2011. március 30. 2011. augusztus 17.  | 13,05 millió |
| Egy fiatal banda azzal szórakoztatja magát, hogy éjszaka magányos emberekre vadászik, nyilvános helyen megfigyelik őket, majd követik, és brutálisan megkéselik a kiszemelt áldozatot. A profilozók hamar rájönnek, hogy nem egy bandáról van szó, csupán egyetlen személyről, aki egy egész bandát hallucinál magának, és hallucinációinak a nyomására követi el kíméletlen tetteit. |     |                                                     |                      |                                     |                                        |              |
| 134. | 20. | Útkereszteződés (Hanley Waters)                     | Jesse Warn           | Alicia Kirk & Randy Huggins         | 2011. április 6. 2011. augusztus 24.   | 14,08 millió |
| Egy anya őrült ámokfutásba kezd egy fegyverboltban, és miután megöl négy embert, a plázába megy, ahol folytatja a mészárlást. Hotchner és csapata a videokamerák segítségével próbálják azonosítani a nőt, akiről kiderítik, hogy a tíz éves fia ezen a napon halt meg autóbalesetben, a kiérkező mentők és tűzoltók gondatlansága miatt. A nő célpontja nem lehet más, mint tűzoltó férje, aki korábban beadta a válókeresetet.                                                                                          |     |                                                     |                      |                                     |                                        |              |
| 135. | 21. | Diáklányok (The Stranger)                           | Nelson McCormick     | Kimberly Ann Harrison & Rick Dunkle | 2011. április 11. 2011. augusztus 31.  | 13,59 millió |
| San Diegóban három, egymásra nagyon hasonlító diáklányt öltek meg az otthonában az elmúlt öt napban. A gyilkos egyre bátrabb és egyre durvább, már naponta szedi áldozatait. Odáig merészkedik, hogy a bébiszitterként dolgozó lányokat nem az otthonukban, hanem a munkahelyükön, a családok szeme láttára intézi el. Hotchner és csapata egy érdekes fotót talál az utolsó áldozat telefonjában. |     |                                                     |                      |                                     |                                        |              |
| 136. | 22. | Fény és árnyék (Out of the Light)                   | Doug Aarniokoski     | Roger Hedden                        | 2011. május 4. 2011. szeptember 7.     | 12,90 millió |
| Több fiatal lány is eltűnik. Egyiküknek sikerül megszöknie, de a menekülés közben elszenvedett zuhanást végül nem éli túl. A kutatás során aztán számtalan holttest kerül elő a földből egy közeli erdőben, és az azonosítás után kiderül, hogy mind egyetemista volt. Garcia végül rábukkan egy priuszos férfira, aki alig egy éve tanít művészetet az egyetemen. |     |                                                     |                      |                                     |                                        |              |
| 137. | 23. | A tenger mélyén hallgat (Big Sea)                   | Glenn Kershaw        | Jim Clemente & Breen Frazier        | 2011. május 11. 2011. szeptember 14.   | 13,29 millió |
| Tizenkét eltűnt ember maradványa kerül elő a tengerpart menti földmunka során. Az áldozatokat rendkívül nehéz beazonosítani, némelyikük ugyanis már kilenc éve halott. A profilozók ezért a lakosság segítségét kérik, és a családtagjukat keresők között felbukkan Morgan nagynénje is, akinek a lánya ezen a környéken tűnt el néhány évvel korábban. |     |                                                     |                      |                                     |                                        |              |
| 138. | 24. | Kereslet – kínálat (Supply & Demand)                | Charles S. Carroll   | Erica Messer                        | 2011. május 18. 2011. szeptember 14.   | 12,84 millió |
| Két egyetemista holttestét találják meg egy autóbaleset áldozatának a csomagtartójában. Hotchner és Rossi biztosak benne, hogy csoportos elkövetők állnak a háttérben, akik gazdag, unatkozó ügyfelek számára rabolják el a fiatalokat. Az emberrablásokkal foglalkozó osztály vezetőjétől megtudják, hogy az egyik beépített ügynök is eltűnt. |     |                                                     |                      |                                     |                                        |              |

## 7. évad (2011-2012)
| Sor. | Év. | Cím                                                 | Rendező             | Író                    | Premier                                | Nézettség    |
| --- | --- | --------------------------------------------------- | ------------------- | ---------------------- | -------------------------------------- | ------------ |
| 139. | 1.  | Csapatmunka (It Takes a Village)                    | Glenn Kershaw       | Erica Messer           | 2011. szeptember 21. 2012. április 18. | 14,14 millió |
| Hét hónap telt el Prentiss meggyilkolása óta és a csapat most nehéz helyzetbe kerül, amikor az FBI vizsgálóbizottsága elé állítják őket, mivel Morgan önálló nyomozásba kezdett, hogy elkapja Prentiss gyilkosát Ian Doyle-t. Akihez szerinte a fián keresztül vezet az út. |     |                                                     |                     |                        |                                        |              |
| 140. | 2.  | A bizonyíték (Proof)                                | Karen Gaviola       | Janine Sherman Barrois | 2011. szeptember 28. 2012. április 25. | 12,58 millió |
| Sly Bradstone, a sérülten született férfi szőke diáklányokat rabol el, és kínoz meg vegyszerekkel egy eldugott műhelyben. Bátyja és annak felesége, Lyla mit sem sejt a dologról, egészen addig, míg lányuk, Tammy el nem tűnik. Lyla nagy nehezen elárulja szégyenteljes titkát, amit húsz éve titokban tartott Sly-jal kapcsolatban. |     |                                                     |                     |                        |                                        |              |
| 141. | 3.  | Dorado Falls (Dorado Falls)                         | Félix Alcalá        | Sharon Lee Watson      | 2011. október 5. 2012. május 2.        | 13,43 millió |
| Luke Dolan, a veterán tengerészgyalogos súlyos fejsérülést szenved, amely súlyos elmezavart idéz elő. Dolan abban a hitben tér magához, hogy újra küldetésen van, és mindenki ellenség. Amikor nyolc kollégájával végez az irodában, a Profilozókat hívják segítségül. Kiderül, hogy az egykori katona a balesete óta képtelen felismerni a családtagjait, imposztornak látja őket, és kíméletlenül végez velük. |     |                                                     |                     |                        |                                        |              |
| 142. | 4.  | Fájdalom nélkül (Painless)                          | Larry Teng          | Breen Frazier          | 2011. október 12. 2012. május 9.       | 12,87 millió |
| A North Valley középiskolai mészárlás tízéves évfordulóján megölik az iskola igazgatóját, méghozzá ugyanazzal a módszerrel, ahogy annak idején az öngyilkos merénylő, Slade tette. A profilozók biztosak benne, hogy Slade utóda újabb robbantásokra készül, ezért felkeresik a családját. Slade öccse, a 17 éves Brandon akaratlanul is elárulja, hogy a bátyjának annak idején volt egy listája a célpontokról, akik közül néhányan túlélték a merényletet.                                                                                         |     |                                                     |                     |                        |                                        |              |
| 143. | 5.  | A gyermekkor idején (From Childhood's Hour)         | Anna J. Foerster    | Bruce Zimmerman        | 2011. október 19. 2012. május 16.      | 13,15 millió |
| Elrabolnak egy kisfiút, miután súlyosan depressziós anyja kiteszi a nagyszülő házánál. Látszólag emberrablási ügynek tűnik, ám kis idő múlva megölik az anyát, majd újabb gyereket rabolnak el egy szintén problémás anya mellől. |     |                                                     |                     |                        |                                        |              |
| 144. | 6.  | Epilógus (Epilogue)                                 | Guy Ferland         | Rick Dunkle            | 2011. november 2. 2012. május 23.      | 12,94 millió |
| Rossi nem tudja, mitévő legyen, segítsen-e egykori feleségének az eutanáziában. A csapat legújabb ügye úgy tűnik, segíthet a döntésben. Három fiatal férfi holttestét húzzák ki egy felkapott üdülőhely közelében lévő tóból. A tettes minden eddiginél szokatlanabb dolgot művel. Áldozatait vízbe fojtja, majd újraéleszti őket, és ezt annyiszor teszi meg velük, ahányszor kibírják. |     |                                                     |                     |                        |                                        |              |
| 145. | 7.  | ...de a legjobb otthon (There's No Place Like Home) | Rob Spera           | Virgil Williams        | 2011. november 9. 2012. május 30.      | 11,36 millió |
| Rossi nagyon nehezen dolgozza fel volt felesége végzetes tettét, aki tulajdonképpen csapdába csalta. A csapatra is rendkívüli feladat vár, olyan holttestek kerülnek elő, akiknek hiányoznak a végtagjaik. A sokkoló esetek áldozatai tinédzser korú fiúk, akikkel látszólag a Kansasen átrohanó tornádó végzett. |     |                                                     |                     |                        |                                        |              |
| 146. | 8.  | Hope (Hope)                                         | Michael Watkins     | Kimberly Ann Harrison  | 2011. november 16. 2012. június 6.     | 12,72 millió |
| Garcia számára különösen nehéz ügyet kapnak a profilozók. Az eset kapcsán újra felelevenedik az a tragikus este tinédzser korából, amelyen egy részeg sofőr halálra gázolta a szüleit, akik épp őt keresték. Egy barátnője, Monica is hasonló helyzetbe kerül, amikor kamasz lánya, Hope elszökik otthonról. |     |                                                     |                     |                        |                                        |              |
| 147. | 9.  | Az önbeteljesítő jóslat (Self-Fulfilling Prophecy)  | Charlie Haid        | Erica Messer           | 2011. december 7. 2012. június 13.     | 12,41 millió |
| Egy jó hírű, tradicionális katonai gimnáziumban a végzős diákokat, egy kivételével, felakasztva találják az erdőben. A gyanú a túlélőre terelődik, aki már egy hete bujkál az erdőben. Hotchner és Derek biztosak a fiú ártatlanságában, és hamarosan kiderül, hogy véres bosszú áll a háttérben. |     |                                                     |                     |                        |                                        |              |
| 148. | 10. | Vérszomj (The Bittersweet Science)                  | Rob Hardy           | Janine Sherman Barrois | 2011. december 14. 2012. június 20.    | 12,88 millió |
| Két véresre összevert holttestet találnak a megyei kórház melletti sikátorban. Az áldozatoknak látszólag nem volt közük egymáshoz, csak rossz időben voltak rossz helyen. Egy nappal később azonban újabb brutális gyilkosság történik, és a jelek arra utalnak, hogy egy jól képzett bunyós idegei mondták fel a szolgálatot. |     |                                                     |                     |                        |                                        |              |
| 149. | 11. | A valódi zseni (True Genius)                        | Glenn Kershaw       | Sharon Lee Watson      | 2012. január 18. 2012. június 27.      | 13,00 millió |
| Váratlanul rátámadnak egy fiatal szerelmespárra a kocsijukban, a tettes közelről lelövi mindkettőjüket. Az újságok a Zodiákusnak tulajdonítják az esetet, aki 30 év bujkálás után újra lecsapott. Reeds azonban tudja, hogy csak egy elvakult rajongó áll a háttérben, az azonban őt is meglepi, hogy a gyilkos hozzá hasonlóan egy zseni. |     |                                                     |                     |                        |                                        |              |
| 150. | 12. | Kísértő zene (Unknown Subject)                      | Michael Lange       | Breen Frazier          | 2012. január 25. 2012. július 4.       | 13,82 millió |
| Houstonba küldik a profilozókat, amikor kiderül, hogy egy férfi módszeresen támad meg nőket, hogy erőszakot kövessen el rajtuk. A helyi rendőrség még csak a közelébe sem tudott férkőzni az elkövetőnek, aki zongorahúrral kötözi meg áldozatait. Vanessa Campbell esete kapcsán további esetekre is fény derül. A Zongorista a nőket nem csak kikötözi, hanem be is gyógyszerezi. |     |                                                     |                     |                        |                                        |              |
| 151. | 13. | A szerencse áradása (Snake Eyes)                    | Doug Aarniokoski    | Bruce Zimmerman        | 2012. február 8. 2012. július 11.      | 13,31 millió |
| Curtis Banks megrögzött szerencsejátékos végre megüti a főnyereményt, méghozzá közvetlenül azután, hogy végez az egyik kaszinó biztonsági emberével. A fordulat arra sarkallja, hogy újabb erőszakos tettet kövessen el, úgy véli, a gyilkosság nélkülözhetetlen része a nyerési stratégiájának. Megszállottsága odáig fajul, hogy régi barátját is feláldozza a siker érdekében. |     |                                                     |                     |                        |                                        |              |
| 152. | 14. | Záróra (Closing Time)                               | Jesse Warn          | Rick Dunkle            | 2012. február 15. 2012. július 18.     | 12,19 millió |
| A profilozók az eddigi ügyeikhez képest egy egészen rendkívüli és szokatlan esettel állnak szemben. A csak néhány napja aktív sorozatgyilkos olyan áldozatokat szemel ki magának, akik életük mélypontján vannak, valamilyen magánéleti megaláztatás érte őket. Az elvált, pszichózisos férfi különösen ügyesen tünteti el a nyomokat, ám egy alkalommal súlyosan hibázik. |     |                                                     |                     |                        |                                        |              |
| 153. | 15. | Vékony mezsgye (A Thin Line)                        | Michael Watkins     | Virgil Williams        | 2012. február 22. 2012. július 25.     | 12,78 millió |
| Végeznek egy középosztálybeli családdal. Az egyik elkövetőt az apának még sikerül lelőnie, ám egyetlen túlélő sem marad. Néhány nappal később újabb leszámolás történik a városban, ahol épp választások zajlanak. Hotch és Rossi felfigyelnek az egyik jelölt, Clark Preston rasszista kampányára. A második helyszínen megtalált, szintén afroamerikai elkövető értetlenül áll az események előtt, a vizsgálatok alapján valóban nem tudja, hogyan került a helyszínre. A profilozók biztosak abban, hogy szándékos gyűlöletkeltés áll a háttérben. |     |                                                     |                     |                        |                                        |              |
| 154. | 16. | Családi kötelékek (A Family Affair)                 | Rob Spera           | Kimberly Ann Harrison  | 2012. február 29. 2012. augusztus 1.   | 12,54 millió |
| Jeffrey Collins, az egykori sikeres sportoló apja gondatlansága miatt tolószékbe kerül. A hosszú évek óta stagnáló, kiszolgáltatott állapota miatt depresszióba esik, és egy nap megöli a felbérelt prostituáltat. Annyira felvillanyozza a hatalom érzése, hogy sorozatban követi el a gyilkosságokat. A profilozók a különleges eset ellenére is rájönnek, hogy az elkövetőt családtagjai is segítik. |     |                                                     |                     |                        |                                        |              |
| 155. | 17. | Szeretlek Tommy Brown (I Love You, Tommy Brown)     | John Terlesky       | Janine Sherman Barrois | 2012. március 14. 2012. augusztus 8.   | 11,43 millió |
| Helyhiány miatt idő előtt kiengedik a pszichiátriáról azt a fiatal tanárnőt, akit szexuális visszaélés miatt köteleztek gyógykezelésre. A nő olyannyira elszánt, hogy bármire hajlandó, csakhogy visszaszerezze az intézetben megszült gyermekét, és találkozzon kiskorú tanítványával, aki a gyermeke apja. A nő szabályosan kivégzi azokat az örökbefogadó szülőket, akiknél a gyermek megfordult. |     |                                                     |                     |                        |                                        |              |
| 156. | 18. | A hosszú rabság (Foundation)                        | Dermott Downs       | Jim Clemente           | 2012. március 21. 2012. augusztus 15.  | 12,09 millió |
| Elrabolnak egy 13 éves fiút, és ezzel egy időben előkerül egy másik gyerek, akit több mint három évig tartottak fogva. Angel testét harapásnyomok és zúzódások borítják, a fiú nem hajlandó megszólalni, és nem enged magához senkit. Derek megpróbál közel kerülni hozzá, hogy szóra bírják, mielőtt végleg elvesztenék a nyomot. |     |                                                     |                     |                        |                                        |              |
| 157. | 19. | A védelmező (Heathridge Manor)                      | Matthew Gray Gubler | Sharon Lee Watson      | 2012. április 4. 2012. augusztus 22.   | 11,34 millió |
| Emma Baker tanárnő rituális gyilkosság áldozata lesz, holttestét egy elhagyatott pszichiátrián találják meg. Hotchner és csapata a helyszínen különös graffitit talál, amelyből arra következtetnek, hogy a tanárnő már a második áldozata az elkövetőnek, és további négy nő van veszélyben. Amikor megtalálják a következő áldozat holttestét, egyértelművé válik, hogy a sorozatgyilkos abban a tévképzetben él, hogy boszorkányokra kell vadásznia.                                                                                               |     |                                                     |                     |                        |                                        |              |
| 158. | 20. | A szervezet (The Company)                           | Nelson McCormick    | Breen Frazier          | 2012. április 11. 2012. augusztus 29.  | 11,81 millió |
| Morgan húga súlyos autóbalesetet szenved. Mikor magához tér, megdöbbentő dolgot állít: Cindy, akit a profilozók 8 éve halottnak nyilvánítottak, még él, látta őt egy autóban. Morgan bevallja Hotchnernek, hogy annak idején hazudott a családnak az unokahúgával kapcsolatban, akiről kiderül, hogy egy szado-mazo szervezet fogságába került. |     |                                                     |                     |                        |                                        |              |
| 159. | 21. | Varázsvessző (Divining Rod)                         | Doug Aarniokoski    | Bruce Zimmerman        | 2012. május 2. 2012. szeptember 5.     | 11,47 millió |
| Huszonöt nőt ölt meg az a sorozatgyilkos, akinek nem sokkal a kivégzése után hűséges követője akad. A másoló nem csak hűséges, hanem szorgalmas is. A jelek szerint hat óránként végez áldozataival, és ha nem állítják meg, kitör a pánik a városban. A profilozók felkeresik a kivégzett sorozatgyilkos feleségét, aki érdekes részletekkel szolgál. |     |                                                     |                     |                        |                                        |              |
| 160. | 22. | Profilozás kezdőknek (Profiling 101)                | Félix Alcalá        | Virgil Williams        | 2012. május 9. 2012. szeptember 12.    | 11,62 millió |
| Rossi előadást tart legutóbbi könyve kapcsán az egyetemistáknak rendezett kongresszuson, ahol Hotchner és a többiek is vendégszerepelnek. A csapat részletes felvilágosítást ad arról, mitől válik valaki sorozatgyilkossá. Számtalan esetet felelevenítenek. Az előadás előrehaladtával Rossi egyre furcsábban viselkedik, ami nem kerüli el társai figyelmét. |     |                                                     |                     |                        |                                        |              |
| 161. | 23. | Fogd a pénzt... (Hit)                               | Michael Lange       | Rick Dunkle            | 2012. május 16. 2012. szeptember 19.   | 13,68 millió |
| Betörnek a központi bankba, és több ártatlan járókelővel is végeznek. A kártyás rablók hét hónap alatt raboltak ki hét bankot és minden alkalommal megöltek valakit. Ezúttal azonban valami hiba csúszik a rablásba, és elszabadul a pokol. Megölnek két rendőrt és két alkalmazottat. És ez még csak a kezdet! |     |                                                     |                     |                        |                                        |              |
| 162. | 24. | ...és fuss (Run)                                    | Glenn Kershaw       | Erica Messer           | 2012. május 16. 2012. szeptember 19.   | 13,68 millió |
| A két bankrabló felrobbantja a bankot és JJ férjét, Willt túszként magukkal viszik. A szadista páros kiszámíthatatlan, különösen a nő, aki bárkit megöl, ha az érdekei azt kívánják. Prentiss egykori interpolos kollégája, Easter segítségét kéri a nő kilétének felderítésében. Ez egy különösen nehéz feladat, ugyanis a kártyás rabló számtalan plasztikai műtéten esett már át. |     |                                                     |                     |                        |                                        |              |